# Magonza
Magonza (AFI: /maˈɡonʦa/; in tedesco Mainz; in tedesco palatino Määnz; in francese Mayence) è una città della Germania centro-occidentale situata alla confluenza dei fiumi Meno e Reno, capoluogo del Land della Renania-Palatinato. Sede dell'Università Johannes Gutenberg di Magonza, è molto nota per il suo carnevale.

## Geografia fisica

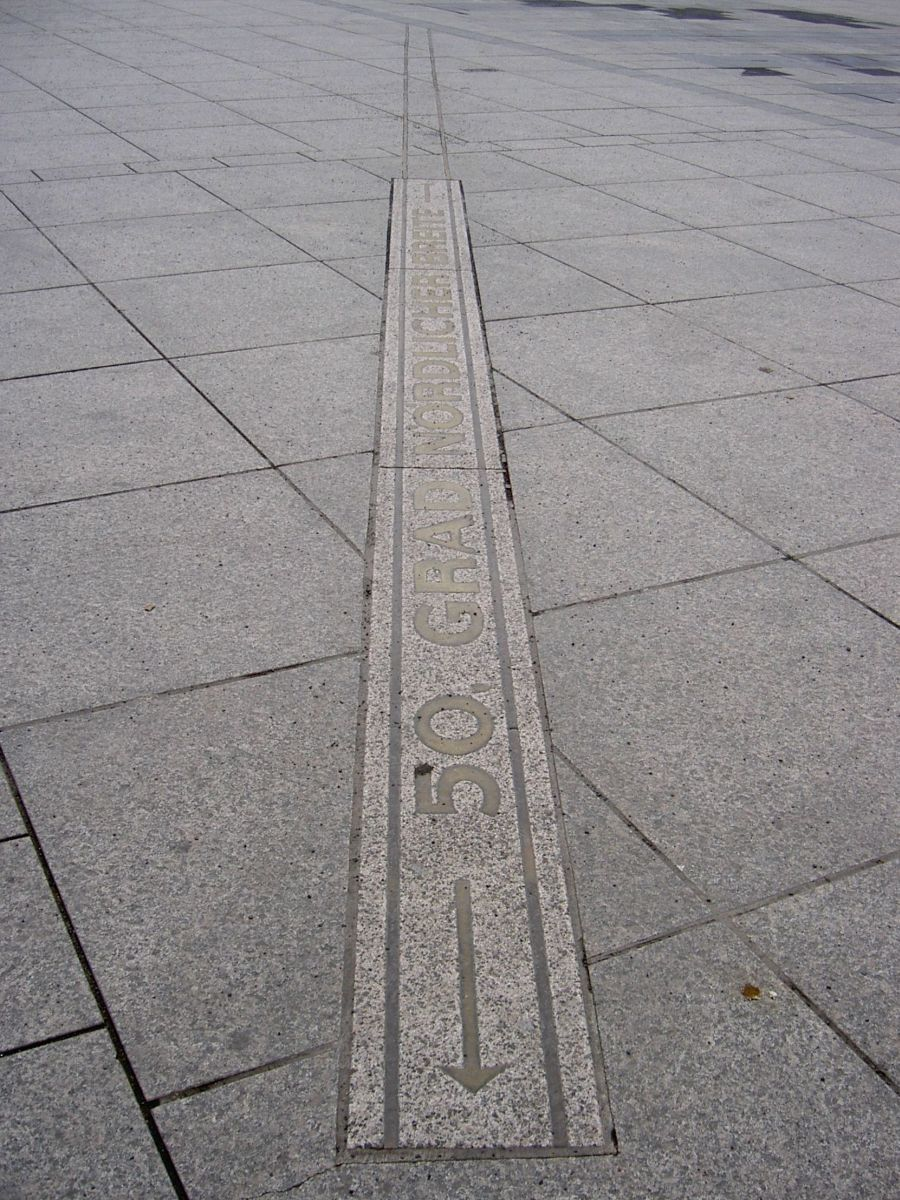
Il 50º parallelo sul Gutenbergplatz

Magonza è situata sulla sponda occidentale (ossia sinistra) del fiume Reno, che delimita la città a est. A sud e ad ovest della città si ergono le colline renano-assiane, a nord si estendono alcune terre lungo il corso del fiume Reno. Magonza è attraversata dal 50º parallelo nord.

### Comuni limitrofi
I seguenti comuni confinano con la città di Magonza, in senso orario partendo da nord:
- Sponda destra del Reno (Assia):

Wiesbaden (città extracircondariale e capitale dell'Assia, incluse le ex frazioni di Magonza Mainz-Kastel, Mainz-Kostheim e Mainz-Amöneburg) e le ex frazioni di Magonza Ginsheim e Gustavsburg, riunite nel comune di Ginsheim-Gustavsburg (Circondario di Groß-Gerau).
- Sponda sinistra del Reno (Circondario di Magonza-Bingen):

Bodenheim, Gau-Bischofsheim e Harxheim (Verbandsgemeinde Bodenheim), Mommenheim (Verbandsgemeinde Nierstein-Oppenheim), Zornheim, Nieder-Olm, Ober-Olm, Klein-Winternheim e Essenheim (tutti Verbandsgemeinde Nieder-Olm), Ingelheim con Wackernheim e Heidesheim am Rhein e Budenheim (verbandsfreie Gemeinde).

## Storia

### Preistoria ed epoca romana

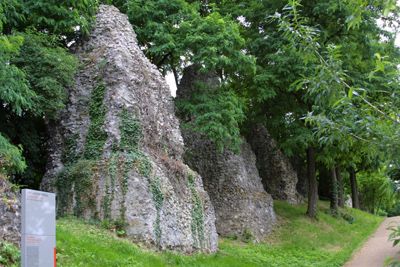
Resti dell'acquedotto romano.

Il territorio dell'attuale città ospitò un insediamento temporaneo di cacciatori durante l'ultima era glaciale tra i 20 000 e i 25 000 anni fa. Lo dimostrano numerosi ritrovamenti venuti alla luce nel 1921.
Il primo insediamento stabile è però di origine celtica. I Celti dominarono la Renania durante la seconda metà del I secolo a.C. I Romani giunti nella regione dopo le guerre galliche (52 a.C.) chiamarono il loro presidio militare Mogontiacum, toponimo che deriva dal nome della divinità celtica Mogon. Si riteneva che l'accampamento romano fosse stato fondato nel 38 a.C., ma recenti studi hanno spostato la data della fondazione della città al 13/12 a.C., ad opera di Druso maggiore. Magonza restò romana per più di 500 anni ed a partire dall'89 fu la capitale della provincia della Germania superiore.
Già in epoca romana potrebbe essere sorta una prima comunità cristiana e pare che nel 343 Marino sia stato nominato vescovo.

### Alto Medioevo

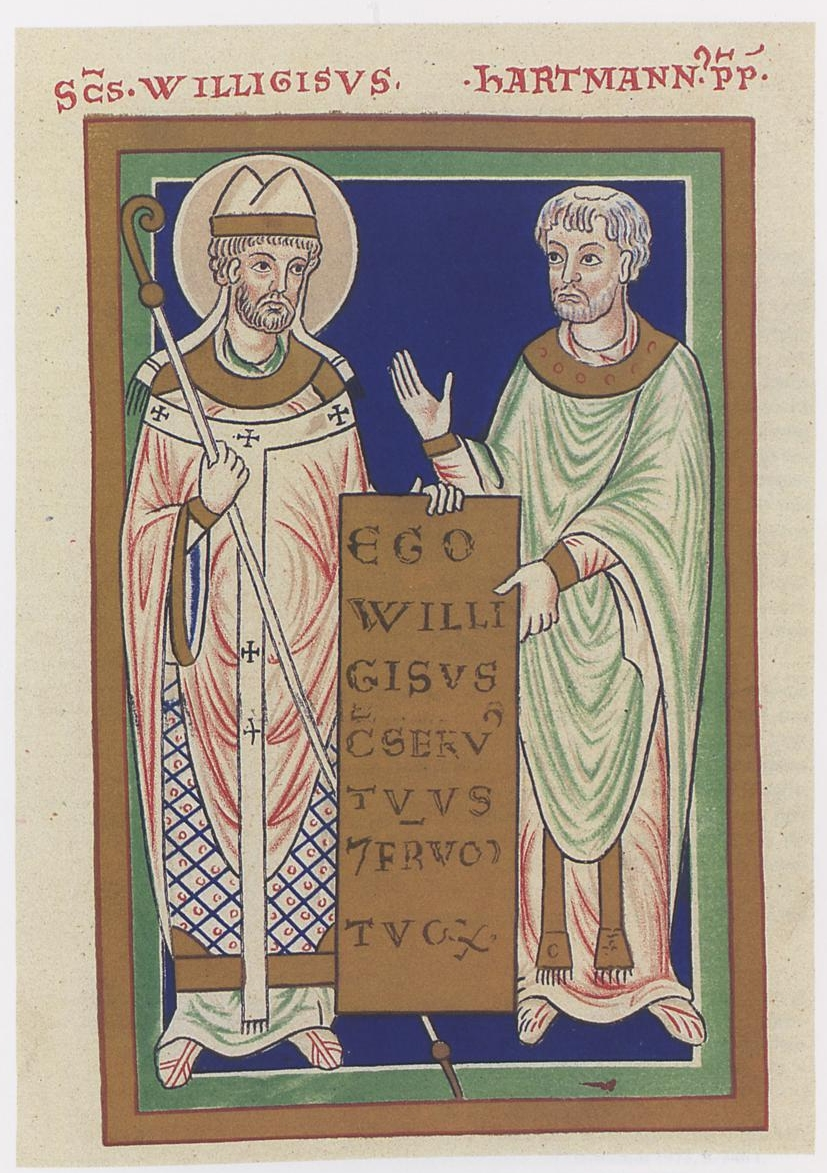
Villigiso di Magonza.

Nel V secolo, la notte del 31 dicembre 406 una alleanza di alani, svevi e vandali attraversò il Reno gelato a Magonza che venne distrutta mettendo a sacco la Gallia indifesa fino ai Pirenei. L'esistenza della diocesi di Magonza è provata dalle fonti storiche soltanto a partire dal VI secolo. Ulteriore sviluppo alla città venne dal suo ruolo di evangelizzazione delle popolazioni germaniche e slave, evangelizzazione guidata dal vescovo Bonifacio (746-754). Lo sviluppo religioso della città ne fece l'unica diocesi (oltre Roma) il cui seggio episcopale viene chiamato Santa Sede. L'arcivescovo di Magonza viene da allora chiamato primas germaniæ, il sostituto del Papa a nord delle Alpi (santa sede di Magonza).
Willigis (975-1011) divenne il primo arcivescovo di Magonza ad essere anche arcicancelliere del Sacro Romano Impero, il più importante dei sette Elettori dell'Imperatore. Villigiso diede inizio all'edificazione della grande cattedrale nel 975.

### Basso Medioevo

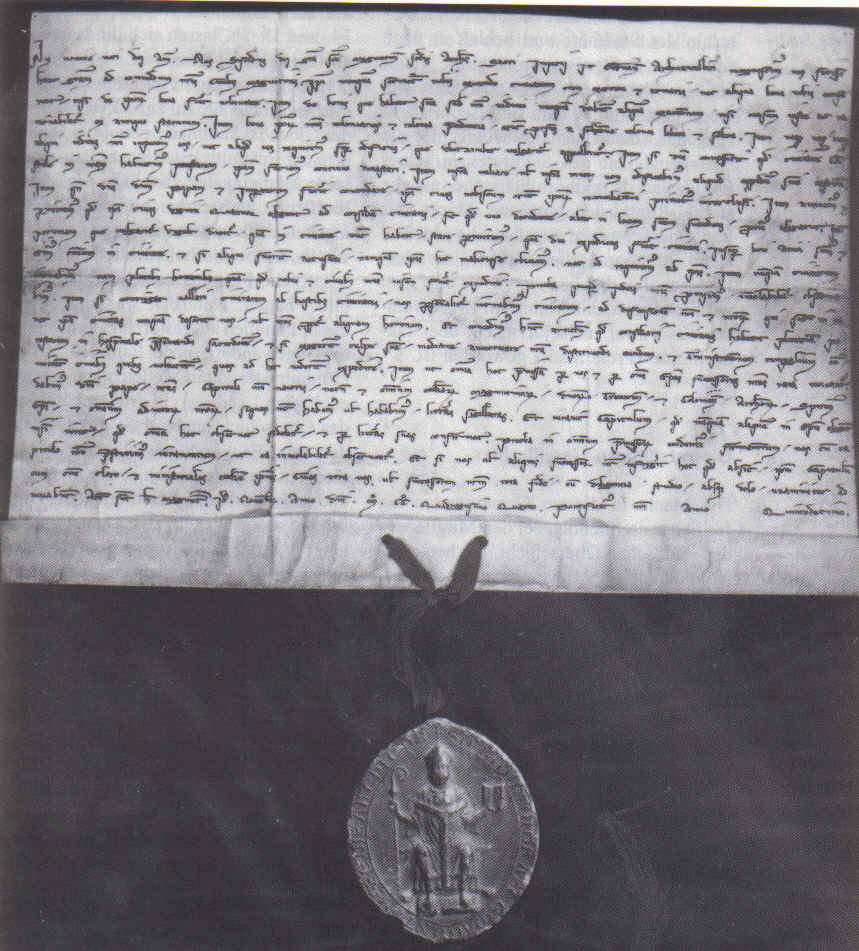
Il privilegio promulgato da Siegfried von Eppstein

Nel XII secolo ai cittadini di Magonza furono per la prima volta concessi dei particolari privilegi da parte dell'arcivescovo Adalberto I (1110-1137). Essi ottennero principalmente esenzioni fiscali ed il diritto ad essere giudicati soltanto dai tribunali cittadini. Dopo l'assassinio dell'arcivescovo Arnoldo di Selenhofen nell'anno 1160 tali privilegi furono revocati e l'imperatore Federico Barbarossa fece radere al suolo le mura cittadine. Federico Barbarossa nel 1184 invitò a Magonza la classe dirigente dell'impero ad una dieta di corte in occasione dell'investitura dei suoi figli, che alcuni cronisti dell'epoca descrissero come la più grande festa di tutto il Medioevo. Già nel 1188 ritornò a Magonza in occasione della partenza per la terza crociata. Il 9 dicembre 1212, Siegfried II von Eppstein incoronò Federico II nel duomo di Magonza e, anni più tardi nel 1228, fu ricompensato con la miniera d'argento di Difendal. Federico II tornò a Magonza nel 1235 per tenere una dieta imperiale. In tale occasione il 15 agosto fu promulgato il landfrieden di Magonza.
Negli scontri tra gli Staufer ed i loro rivali, che negli anni successivi al 1240 divennero sempre più accesi, i cittadini di Magonza si lasciarono corteggiare da entrambe le parti. La conseguenza di questa situazione politica furono privilegi ottenuti nel 1244 dall'arcivescovo Siegfried III von Eppstein come ricompensa per il loro appoggio. In seguito a ciò l'arcivescovo rimase solo formalmente il capo della città ed il potere passò nelle mani dei cittadini rappresentati da un consiglio cittadino di 24 membri. Oltre a ciò i cittadini ottennero il privilegio di non essere chiamati alle armi nelle controversie militari che non riguardavano direttamente la difesa della città. A partire da questo momento Magonza era diventata la libera città di Magonza.

#### Città libera di Magonza

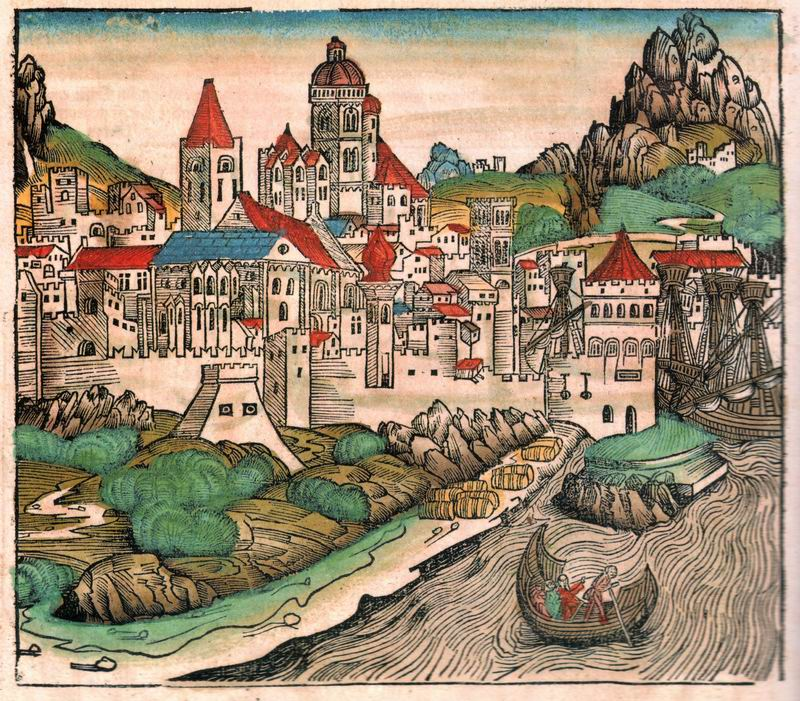
Magonza nel 1493 dalle Cronache di Norimberga.

Il periodo della città libera di Magonza (fino al 1462) è considerato l'apice della storia cittadina. A quegli anni risale anche la fondazione del Rheinischer Städtebund (unione delle città renane) nel 1254. Il commercio e le attività produttive fiorirono favoriti dallo Städtebund e dal Mainzer Landfrieden del 1235.
Nella guerra nota come Faida di Magonza (in tedesco: Mainzer Erzstiftsfehde) i cittadini di Magonza combatterono al fianco dell'arcivescovo Diether von Isenburg, che si era inimicato sia l'imperatore, sia il papa. Nel 1462 la città fu espugnata da Adolfo II di Nassau, che rivendicava per sé il titolo di arcivescovo. Egli abolì i privilegi della città, che perse così tutta la sua rilevanza politica.

#### Città residenza di un principe elettore

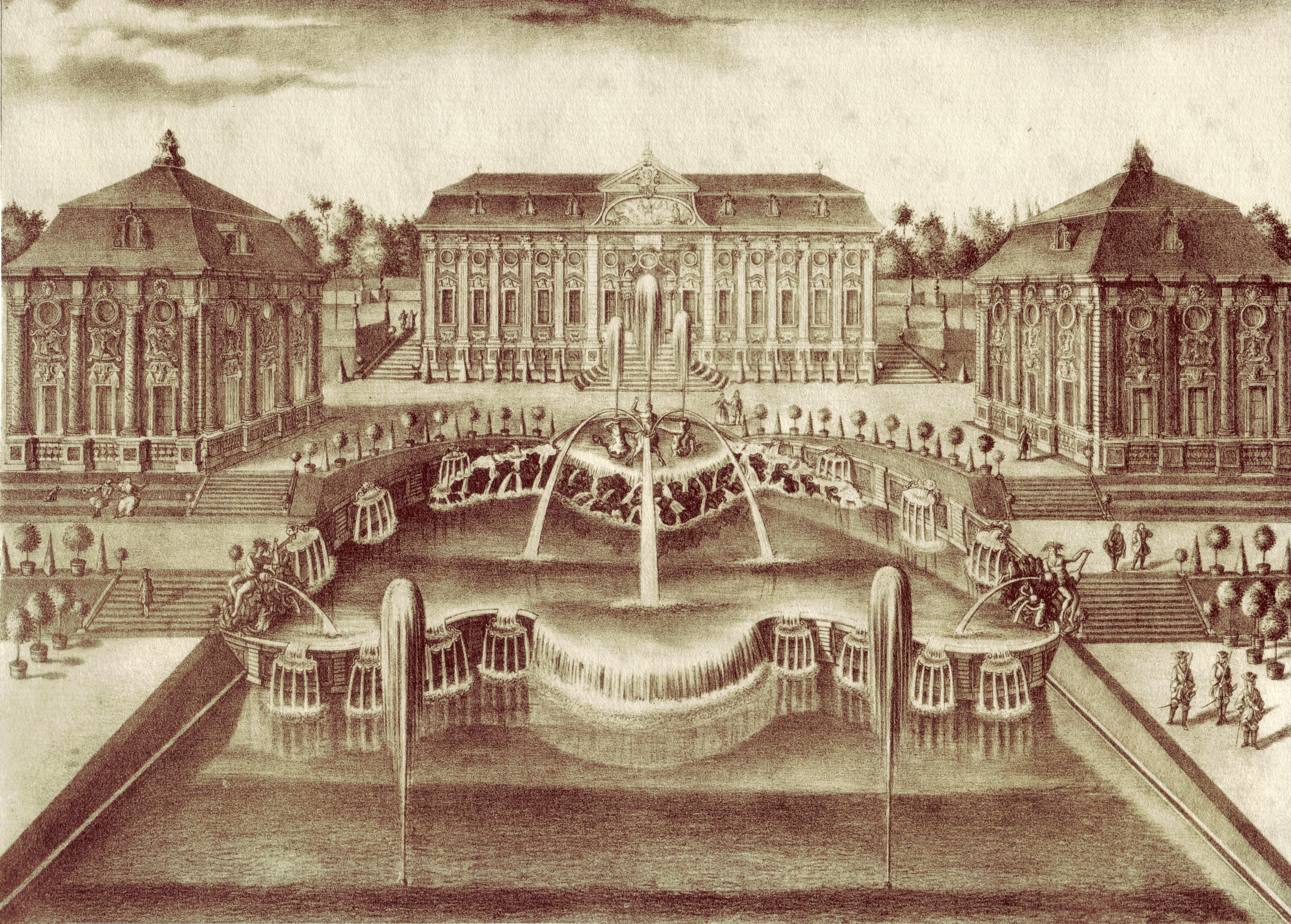
Lo scomparso castello Favorite, residenza estiva dei principi-elettori.

Come suo successore, Adolfo II suggerì al sempre più potente Mainzer Domkapitel (capitolo del duomo di Magonza) proprio il suo predecessore Diether von Isenburg. Egli fondò nel 1477 l'università, già prevista da Adolfo II.
La riforma protestante, nata nel 1517, sembrava avere buone possibilità di diffusione a Magonza. La stampa a caratteri mobili inventata in città attorno al 1450 da Johannes Gutenberg favorì la circolazione delle idee e l'arcivescovo e cardinale Alberto di Hohenzollern era inizialmente molto aperto sulla riforma, che però alla fine non riuscì a prevalere. Per ben due volte il Domkapitel elesse con una ristretta maggioranza arcivescovi cattolici. Con l'eccezione delle Garnisonsgemeinden, fino al 1802 in città non poterono sorgere comunità protestanti.
All'inizio del XVII secolo Magonza fu fortificata e ciò pregiudicò lo sviluppo urbanistico della città fino all'inizio del XX secolo. Nonostante le fortificazioni, nella Guerra dei trent'anni, Magonza fu conquistata senza l'uso delle armi da parte dell'esercito svedese. Dopo la fine delle ostilità, nel 1647, Johann Philipp von Schönborn fu eletto arcivescovo e sotto il suo episcopato Magonza si riprese rapidamente dalle devastazioni della guerra.
Nel successivo periodo barocco furono costruiti splendidi edifici, ancora oggi ben conservati.

### La fine del vecchio ordine

Lo stemma napoleonico di Magonza

Il principe elettore e arcivescovo di Magonza Friedrich Karl Josef von Erthal appoggiò la linea dura dell'impero nei confronti delle idee rivoluzionarie. Dopo che la Francia nel 1792 aveva conquistato i territori ad ovest del Reno, inclusa Magonza (generale Adam Philippe de Custine, 21 ottobre), egli dovette abbandonare la città. Su disposizione delle forze occupanti nel 1793 si tennero le prime elezioni libere. Questa Repubblica di Magonza è considerata la prima democrazia sul suolo tedesco. L'esperienza repubblicana durò solo pochi mesi, dopo i quali la città tornò sotto il controllo prussiano (Assedio di Magonza, 14 aprile - 23 luglio 1793).
Le guerre napoleoniche proseguirono e portarono nel 1797 ad una nuova occupazione della città. La nobiltà sparì da Magonza, consentendo l'ascesa della borghesia. Come indennizzo per gli aristocratici espropriati dai francesi la Reichsdeputation straordinaria di Ratisbona del 1803 decise la revoca dei principi elettori religiosi. Magonza divenne la capitale del dipartimento francese di Mont-Tonnerre (in tedesco Donnersberg) amministrato dal prefetto francese Jeanbon St. André.

### Magonza nel XIX secolo

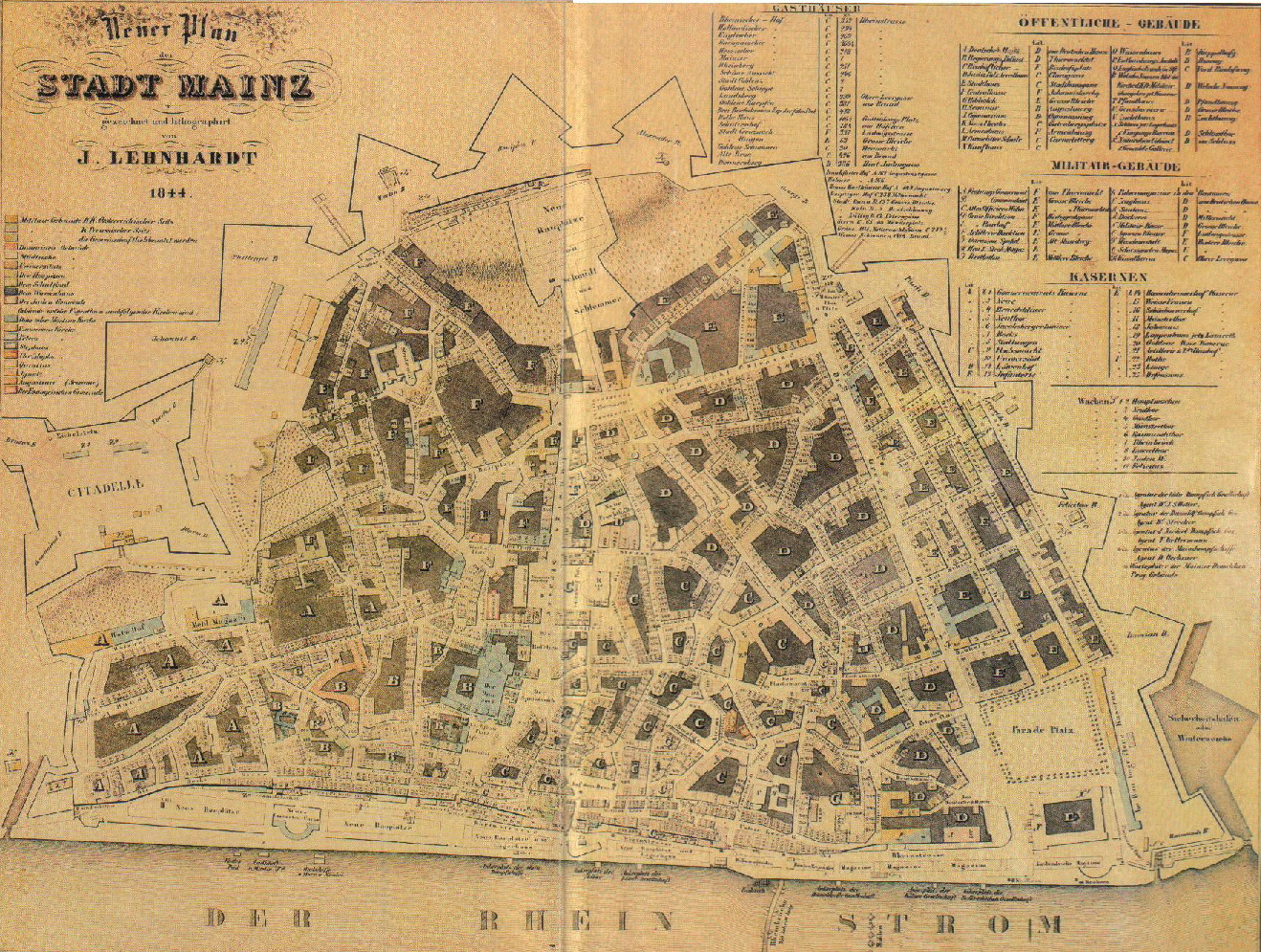
Magonza nel 1844 (litografia di J. Lehnhardt

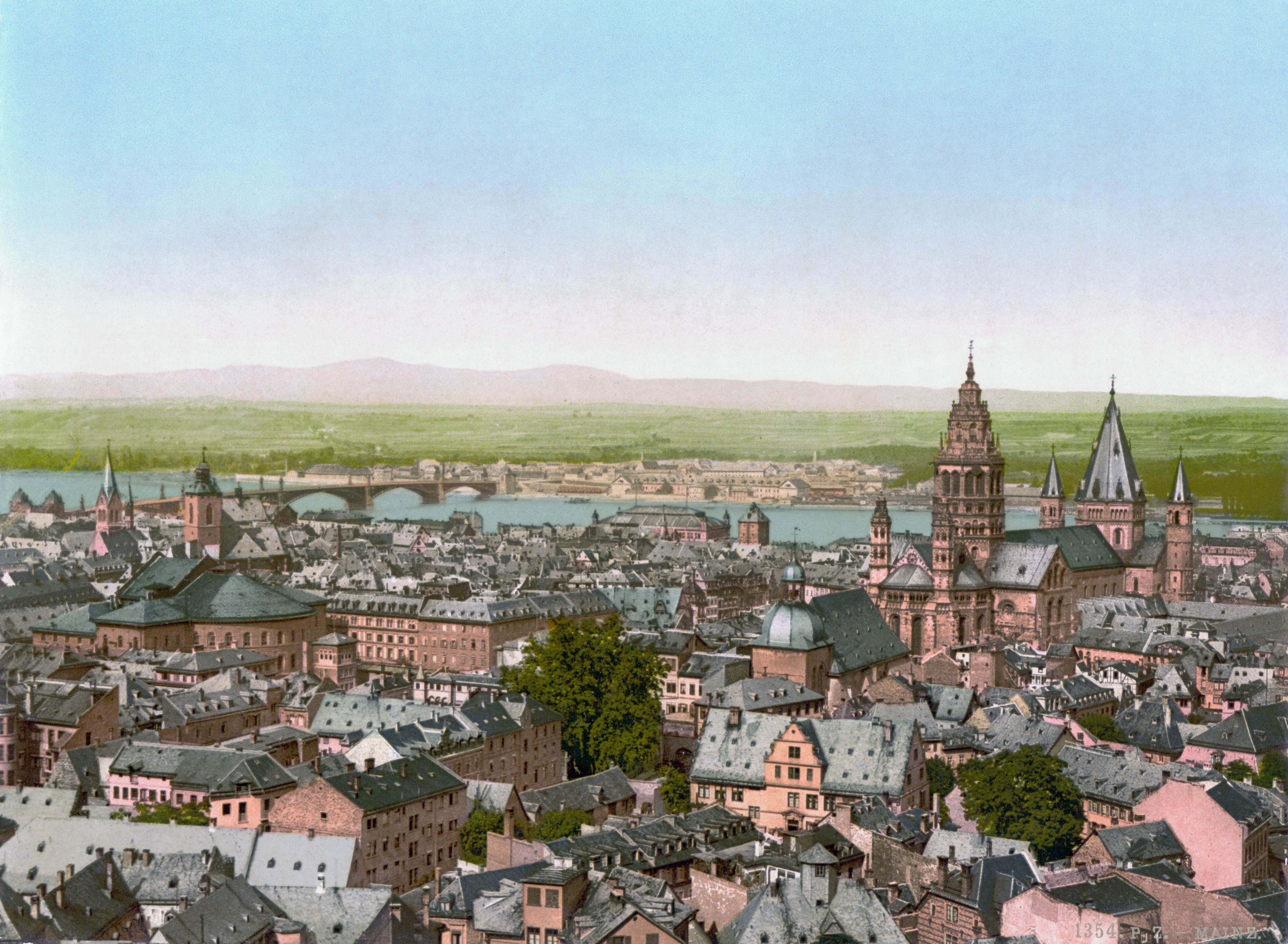
Magonza nel 1900

A partire dal 1816 la città appartenne al Principato di Assia-Darmstadt e ciò ne ridusse notevolmente il suo potere politico; d'altra parte il sistema di fortificazione ne limitò lo sviluppo urbanistico. In questo periodo, invece, nel 1837, ha origine la tradizione del Carnevale di Magonza. Dopo la guerra franco-prussiana Magonza perse il suo ruolo di fortezza ed a partire dal 1886 iniziò un periodo di sviluppo edilizio e crescita demografica.

### Magonza nel XX secolo
La prima guerra mondiale segnò la fine dello sviluppo della città. Fino al 1930 Magonza fu nuovamente occupata dai francesi; negli anni trenta furono annesse numerose nuove frazioni, che portarono al raddoppio dell'estensione del territorio comunale. Nel 1938 Magonza divenne città indipendente.
Il nazionalsocialismo faticò ad ottenere consenso a Magonza. Ancora in occasione della presa del potere il 30 gennaio 1933 la popolazione era largamente ostile al nuovo regime. Le cose cambiarono negli anni successivi: la comunità ebraica che contava circa 3 000 persone fu quasi totalmente deportata. La seconda guerra mondiale inizialmente sembrava risparmiare la città, ma nel 1942 ci furono i primi pesanti bombardamenti. Il peggiore attacco si verificò il 27 febbraio 1945, quando Magonza fu quasi totalmente distrutta da bombardieri britannici e furono uccise circa 1 200 persone. Alla fine della guerra la città era stata distrutta per l'80%.
Dopo la guerra Magonza fu nuovamente occupata dai francesi. Il confine tra la zona di occupazione francese e quella statunitense nelle vicinanze di Magonza è costituito dal fiume Reno; alcune frazioni sulla sponda destra (Amöneburg, Kastel e Kostheim) furono assegnate a Wiesbaden. Altre frazioni sempre comprese nella zona americana tornarono dei comuni indipendenti: Bischofsheim, Ginsheim e Gustavsburg. La rifondazione dei land dell'Assia e della Renania-Palatinato rese definitiva la separazione da Magonza delle frazioni sopra citate. Nel 1946 fu anche rifondata l'università, che era stata soppressa nel 1798. Nel 1950 Magonza sostituì Coblenza come capitale del land della Renania-Palatinato.

Panorama dal Reno.

### Magonza moderna
Nel 1962 la città festeggiava il suo 2000º anniversario, che si basava sulla visione (non occupata) dell'epoca in cui i romani sotto Agrippa avevano già stabilito un accampamento militare alla confluenza dei fiumi Reno e Meno nel 38 a.C.. La nascita di Magonza-Lerchenberg come nuovo quartiere dopo il 1962 e l'ampia incorporazione intorno a Magonza nel 1969 hanno posto fine alla stagnazione dello sviluppo urbano causata dalla seconda guerra mondiale e hanno offerto ampie opportunità di espansione e sviluppo. Con l'insediamento della ZDF sul Lerchenberg, nel 1976 è iniziata la trasformazione in città mediatica. Questa tendenza è stata rafforzata dall'Anno Gutenberg 2000, che è stato celebrato con numerose attività. Oltre ad altri programmi di sviluppo urbano, come la riqualificazione del centro storico, Magonza partecipa dall'anno in questione anche al programma federale e statale "Città socialmente integrativa".
Il 25 marzo 2010 lo Stifterverband für die Deutsche Wissenschaft ha conferito alla città di Magonza il titolo di "Città della scienza" per l'anno 2011. La città ha quindi organizzato numerosi eventi, mostre e conferenze in collaborazione con le università, le associazioni e le istituzioni educative di Magonza.
Il 23 dicembre 2010 si è verificato un terremoto intorno alle 02:36 h. con un valore di 3,5 della scala Richter. L'epicentro era nel distretto di Lerchenberg. Il terremoto non ha causato gravi danni. Seguì una scossa di assestamento (2,8 della scala Richter) alle 06:52. Nella vicina Wiesbaden è stato raggiunto un valore di 3,2 della scala Richter.
Nel settembre 2010 è stata inaugurata la nuova sinagoga di Mainzer Neustadt alla presenza del Presidente federale Christian Wulff. A metà del 2011, dopo un periodo di costruzione di due anni, la Coface Arena nei campi vicino a Bretzenheim ha aperto come nuova sede del 1° FSV Mainz 05 (ora Opel Arena). Nel dicembre 2016, dopo un periodo di costruzione di 2,5 anni e con un costo di 90 milioni di euro, la "Mainzelbahn" della rete tranviaria di Magonza è stata messa in funzione nell'ambito del più grande progetto tranviario della Germania. Da allora, le linee 51 e 53 collegano la stazione principale via Bretzenheim e Marienborn con Lerchenberg. Il 15 aprile 2018, per la prima volta, è stata presa una decisione popolare. Poco più del 40% dei circa 161 000 abitanti aventi diritto al voto ha votato con il 77% contro un progetto da costruire edilizio approvato dalla maggioranza del consiglio comunale, il "Bibelturm", come nuova parte del Museo di Gutenberg.

### Simboli

Stemma ufficiale della città di Magonza dal 2008

Lo stemma della città di Magonza è costituito da due ruote a sei raggi argentate e connesse da una croce obliqua, anch'essa argentata, su sfondo rosso. I colori della città sono rosso e bianco.
In origine lo stemma rappresentava il patrono della città, il santo Martino di Tours. Il sigillo della città del 1300 mostrava quest'ultimo assieme alla ruota di Magonza. L'arcivescovo di Magonza, che era anche un principe elettore, inserì la ruota anche nello stemma territoriale. Per distinguersi la città adottò quindi come stemma la ruota doppia, mentre dal XVI secolo si preferì la ruota inclinata. In occasione dell'annessione alla Francia furono vietati tutti gli stemmi nelle zone occupate. Il sigillo della Mairie - l'autorità comunale francese - rappresentava la dea della libertà con il cappello frigio.
Dopo l'incoronazione di Napoleone Bonaparte nel 1804 il sigillo conteneva l'aquila imperiale francese. Dal 13 giugno 1811 fu riammessa la ruota di Magonza. Allo stemma furono aggiunte in alto le tre api del casato di Napoleone; i colori tuttavia erano scambiati. Tra il 1835 ed il 1915 c'era anche un'immagine delle fortificazioni di Magonza. Nel corso delle storia della città fu anche ripetutamente modificata la forma della ruota: furono aggiunti dei raggi e furono modificati vari dettagli. Dal 12 luglio 1915 lo stemma ha un aspetto simile a quello attuale. L'ultima modifica risale al 2008, quando fu sostituito con una rappresentazione moderna e stilizzata.

## Monumenti e luoghi d'interesse

### Architetture religiose
- Duomo di San Martino
- Chiesa di Santo Stefano (Finestra Chagall)
- Chiesa di San Quintino
- Christuskirche
- Abbazia di Sant'Albano
- Chiesa di San Pietro
- Chiesa di Sant'Ignazio
- Chiesa di San Giovanni
- Cappella Antoniter
- Chiesa dei Carmelitani
- Chiesa di Sant'Emmerano
- Chiesa di Sant'Agostino

### Architetture civili
- Palazzo del Principe Elettore
- Deutschhaus (oggi Landtag della Renania-Palatinato)
- Nuovo Arsenale (oggi cancelleria della Renania-Palatinato)
- Palazzo Schönborn
- Palazzo Erthal
- Palazzo Ostein
- Palazzo Bassenheim
- Cittadella
- Palazzo Dalberg
- Torre di Ferro
- Torre di Legno
- Ridotta di Magonza
- Scuderie del Principe Elettore

### Altro
- Galleria d'arte di Magonza
- Piazza Kirschgarten
- Acquedotto Romano di Magonza
- Parco comunale
- Arco di Dativius Victor
- Antica Università di Magonza
- Grande Sabbia di Magonza
- Stazione di Magonza Centrale
- Antico teatro romano di Mogontiacum (scoperta archeologica)
- Memoriale San Cristoforo
- Colonna di Giove
- Museo Gutenberg

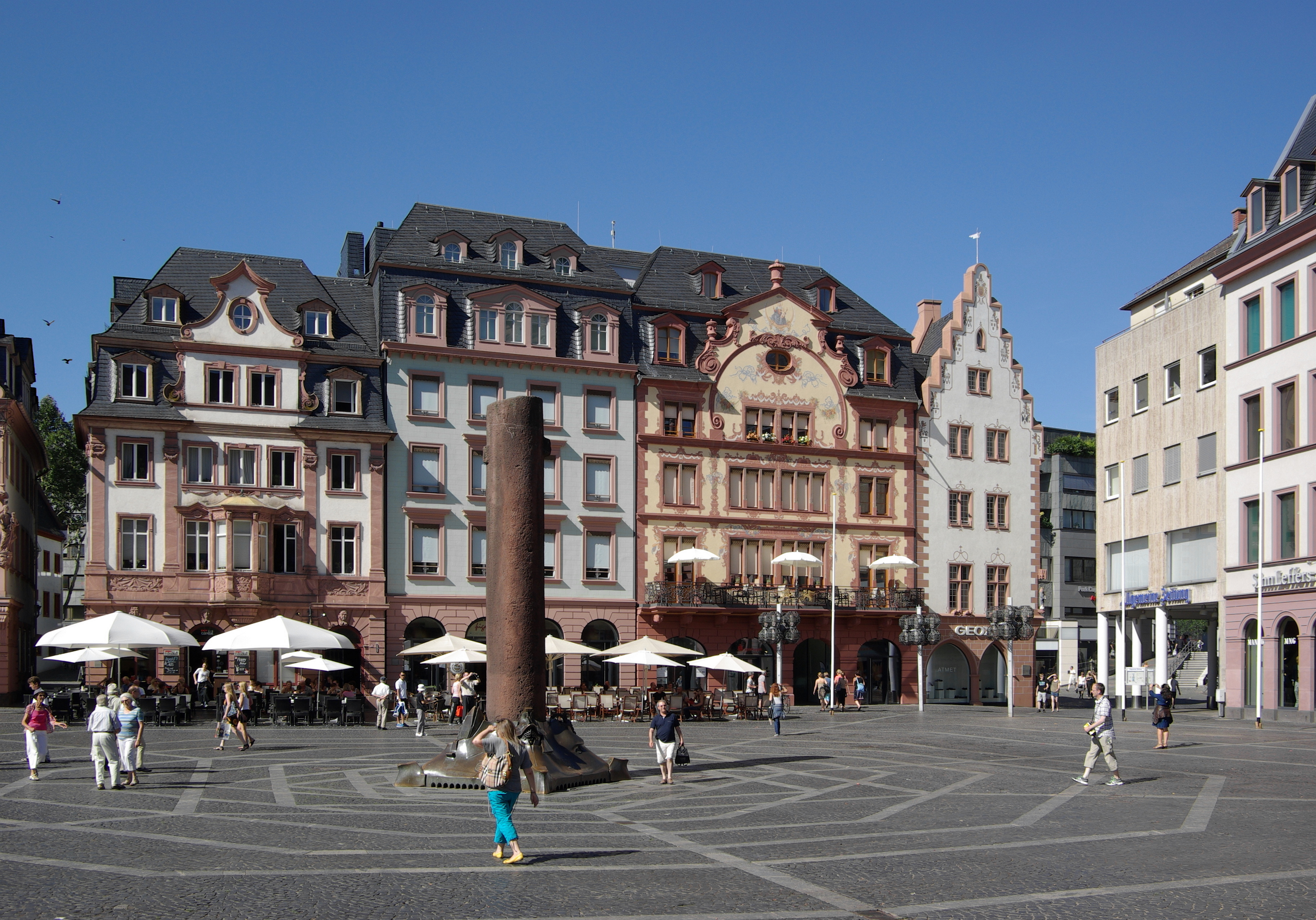
Piazza del mercato (Marktplatz)
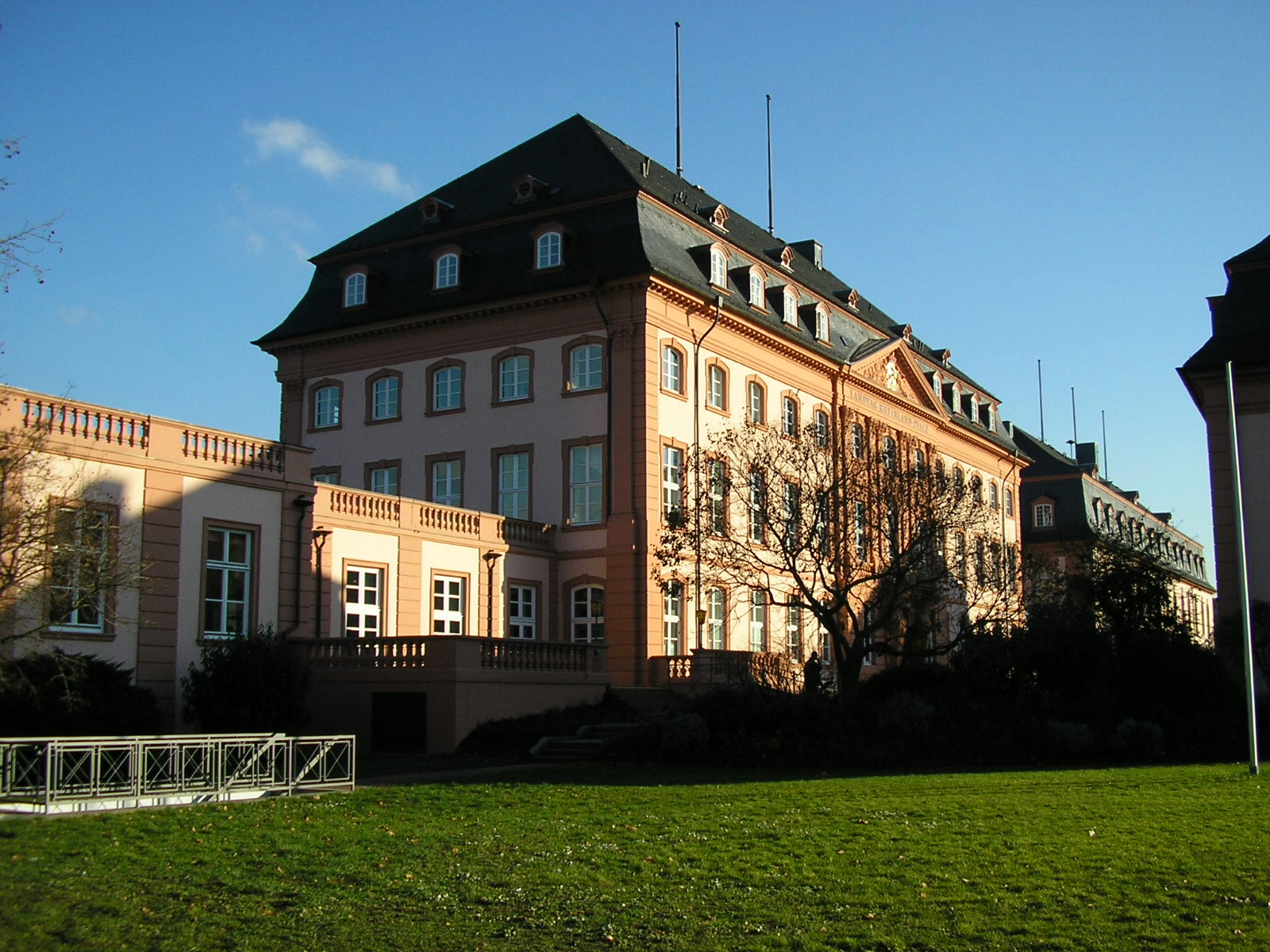
Landtag della Renania-Palatinato Palazzo dell'Ordine teutonico
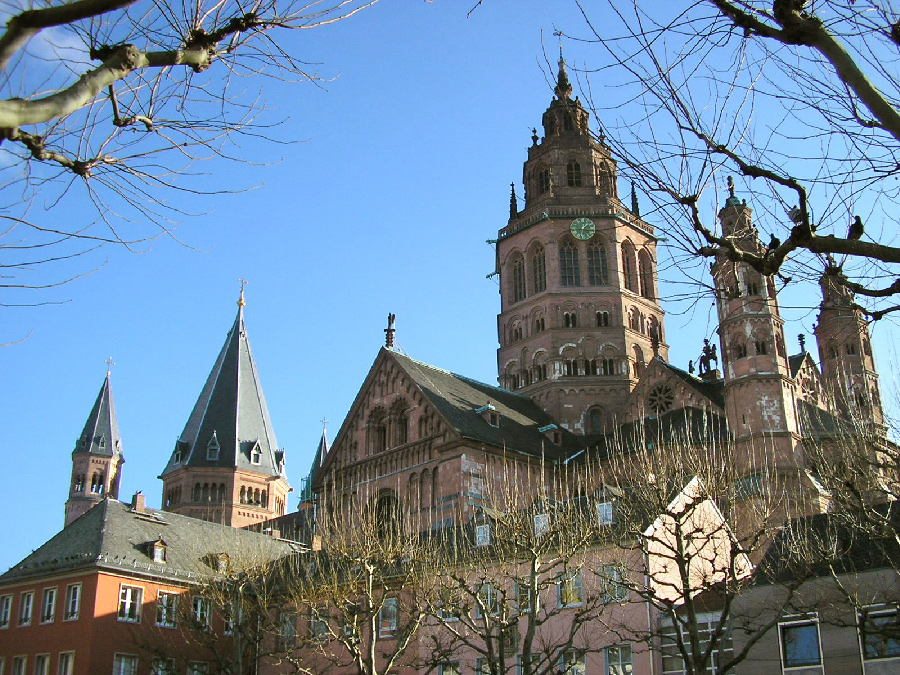
Il duomo San Martino con le sei torri
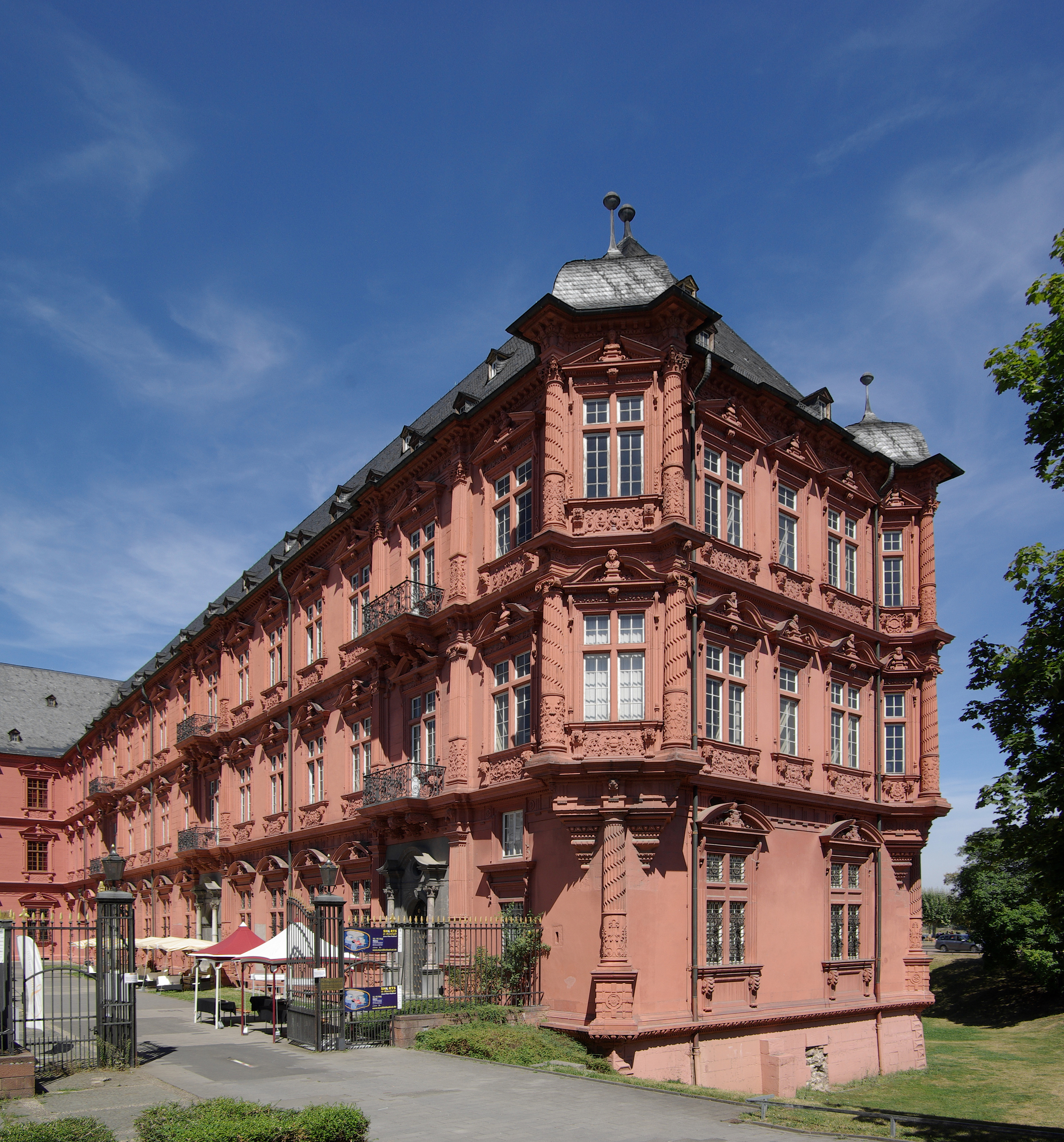
Palazzo dei Principi elettori

### Struttura urbanistica

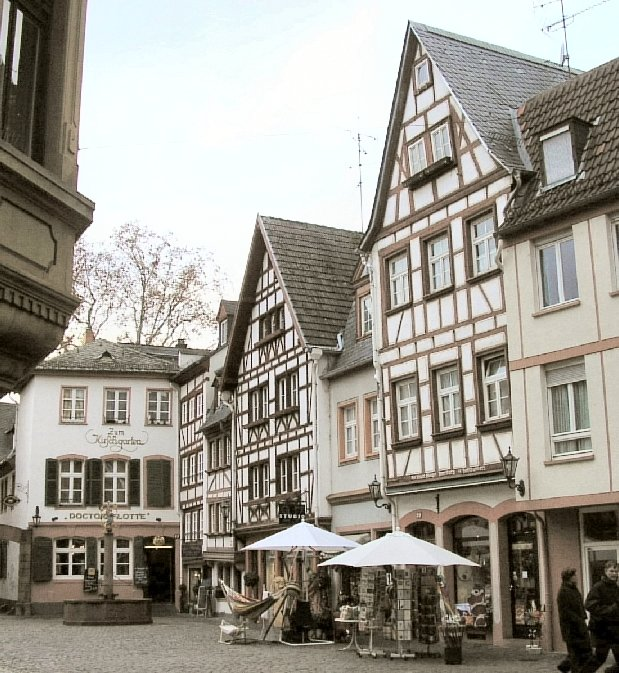
Alcuni edifici del centro storico

L'aspetto di Magonza così come di alcune delle sue frazioni (come Mombach e Weisenau) è prevalentemente quello di una grande città. Altre frazioni invece (ad esempio Drais e Finthen) hanno mantenuto un carattere rurale. Gli stretti vicoli nella zona della Augustinerstraße con le tradizionali case con intelaiatura a traliccio sono una chiara testimonianza della situazione urbanistica della città in epoca medievale. La città ha però subito gravi danni in seguito ai bombardamenti britannici durante la seconda guerra mondiale, e molti edifici storici hanno lasciato il posto a costruzioni moderne.
La struttura urbanistica della città nuova è stata progettata da Eduard Kreyßig attorno al 1900. In quest'epoca l'area urbana è pressoché raddoppiata e Magonza si è evoluta da città fortezza provinciale a grande città. Il panorama cittadino dalla sponda del fiume Reno è caratterizzato da edifici di due differenti epoche: il municipio (di Arne Jacobsen e Otto Weitling) con il Hilton-Hotel e la Rheingoldhalle di epoca moderna ed il complesso barocco-rinascimentale costituito dal Neues Zeughaus (oggi cancelleria di Stato), il Deutschhaus (oggi parlamento del land) ed il Kurfürstliches Schloss (palazzo del principe elettore). Nel centro storico solo gli edifici più rappresentativi sono stati ricostruiti dopo le distruzioni della seconda guerra mondiale. Tra di essi ricordiamo molti palazzi nobiliari barocchi, parecchi dei quali si trovano nel Schillerplatz. Lo sviluppo economico degli anni 1960 ha coinciso con la costruzione di numerosi edifici in quel decennio e ciò ha influito pesantemente sull'attuale aspetto di Magonza. Tra i principali edifici del XIX secolo ricordiamo la chiesa protestante Christuskirche, la stazione centrale, la Theodor-Heuss-Brücke (un ponte sul Reno), parti del teatro costruito da Georg Moller e delle fortificazioni. La maggior parte degli edifici storici sono abitazioni private o negozi.

#### Romanico e gotico a Magonza

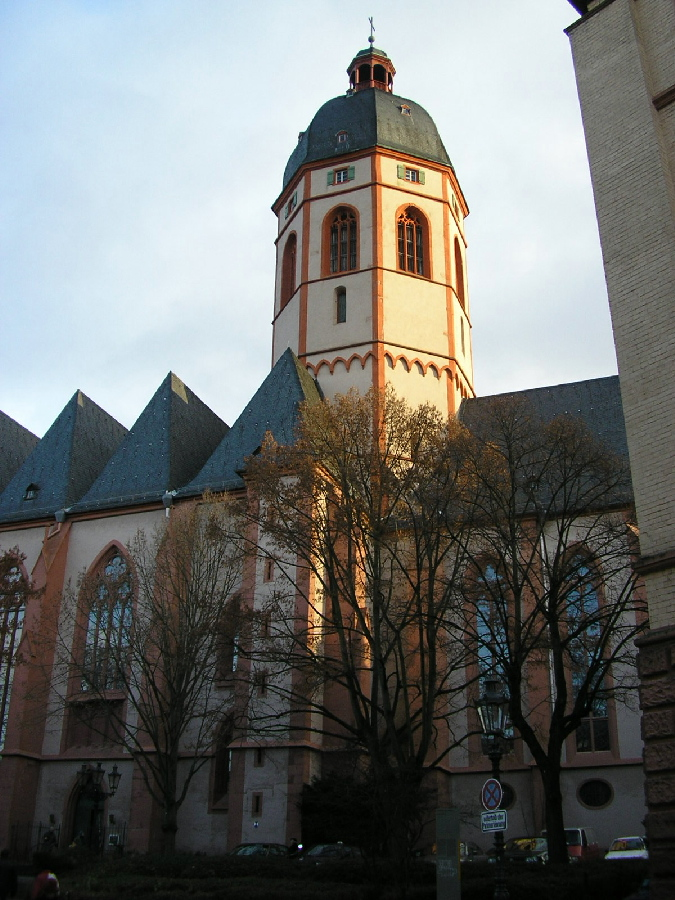
La chiesa di Santo Stefano

Ancora oggi a Magonza sono conservate numerose testimonianze dell'architettura romanica e gotica. Il principale edificio romanico di Magonza è il duomo, fatto costruire dall'arcivescovo Willigis tra il 975 ed il 1009. Esso fu gravemente danneggiato da un incendio durante il giorno della sua consacrazione, negli anni successivi fu ricostruito ancora più maestoso rispetto al progetto iniziale, ma subì due ulteriori incendi nel 1081 e nel 1137. La costruzione dell'edificio si protrasse dunque per molti anni: per questo motivo sono presenti elementi caratteristici delle varie correnti dello stile romanico ed in alcuni particolari si nota perfino un influsso gotico. A ovest del duomo si trova la chiesa di san Giovanni, probabilmente sorta sopra i resti del primo duomo di Magonza. Costruita in stile tardo-carolingio, essa fu consacrata nel 910 dall'arcivescovo Hatto, ma in seguito a varie ristrutturazioni ed ai danni subiti durante la seconda guerra mondiale ha subito una profonda trasformazione nel corso dei secoli. L'arcivescovo Willigis fece costruire anche la chiesa collegiata di Santo Stefano, che però fu ben presto sostituita da un edificio in stile gotico ed oggi è la principale chiesa gotica della città. Altre chiese gotiche sono la chiesa di sant'Emmerano e di san Quintino.

#### Rinascimento
Il principale edificio rinascimentale di Magonza è il palazzo del principe elettore. Stilisticamente appartiene al cosiddetto rinascimento tedesco, di cui è considerato la testimonianza più tarda. Un altro edificio rinascimentale è la casa Zum Römischen Kaiser, che oggi ospita il museo Gutenberg, dedicato all'invenzione della stampa a caratteri mobili. Il Marktbrunnen fatto costruire dall'arcivescovo Albrecht è una delle più imponenti fontane rinascimentali della Germania. La transizione verso lo stile barocco s'intravede invece nella Domus Universitatis, costruita nel 1615 nei pressi dell'odierna piazza Gutenberg e che per secoli è stato l'edificio profano più alto della città.

#### Barocco e rococò

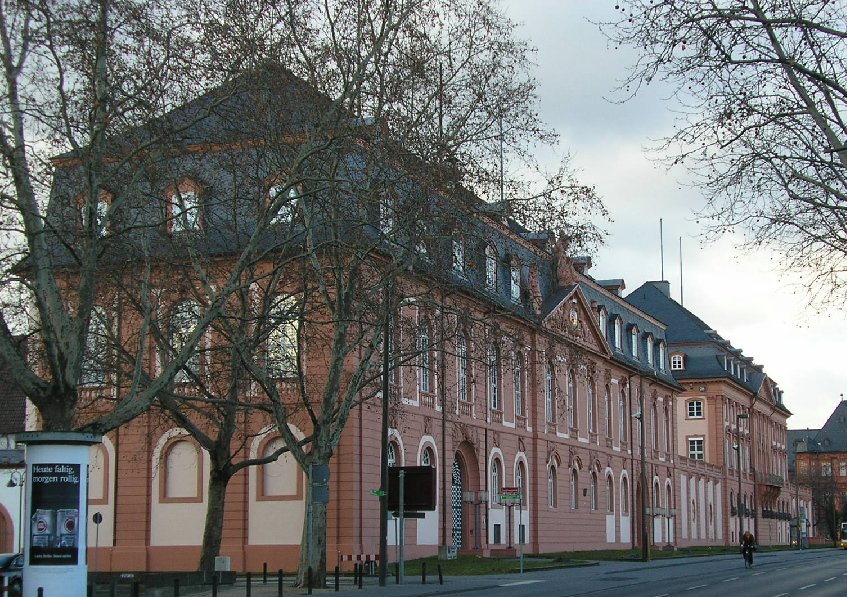
Il Neues Zeughaus (davanti) ed il Deutschhaus caratterizzano il panorama sul Reno nella città.

L'epoca barocca, principalmente durante il pontificato di Lothar Franz von Schönborn, rappresentò un periodo di boom edilizio senza precedenti, i cui risultati sono ancora oggi ben visibili e caratterizzano ampiamente l'urbanistica di Magonza. In particolare in alcune strade del centro e lungo il Reno si trovano numerosi palazzi della nobiltà dell'epoca, tra di esse spicca il Schönborner Hof (iniziato nel 1668) in piazza Schiller. Sono conservate anche alcune chiese di questo periodo, ma molte sono quelle andate distrutte nel corso della storia. Tra di esse le principali sono la Augustinerkirche e la chiesa di san Pietro in stile rococò. La chiesa di sant'Ignazio (1763) e l'Erthaler Hof (1743) sono invece esempi precoci di classicismo.

#### Fortificazioni
Sono conservati anche numerosi resti delle fortificazioni, risalenti ad epoche diverse. Il palazzo del comandante della fortezza, che assieme alla cittadella domina sulla città, è un edificio barocco. Sono però ben visibili anche parti delle fortificazioni romane e medievali. Sul Reno si innalzano due torri, il Holzturm e l'Eisenturm, che hanno però perso la loro funzione di porta della città in seguito ai lavori di sistemazione della sponda del Reno nel XIX secolo ed al conseguente innalzamento del fondo stradale. Il Holzturm fungeva da prigione e vi fu detenuto anche il noto bandito Johannes Bückler, detto Schinderhannes. Fortificazioni di epoca successiva sono invece il Fort Malakoff nella parte meridionale della città ed il grande magazzino delle provviste.

### Sviluppo urbanistico
L'accampamento di Mogontiacum fu ben presto circondato da insediamenti sparsi (latino: cannabae), in cui vivevano le persone impiegate come manodopera dalle legioni romane. Dopo il crollo dell'impero la città conobbe un periodo di prosperità, che coincise con l'inizio della diffusione del Cristianesimo. La crescita di Magonza è legata principalmente alle attività commerciali e l'area urbana occupò rapidamente il territorio compreso tra l'accampamento romano ed il fiume Reno. Le fortificazioni medievali furono ampiamente riorganizzate secondo criteri più moderni a partire dalla metà del XVI secolo. Le nuove mura racchiusero l'intera città ed esternamente ad esse era vietata la costruzione di fabbricati in pietra, che avrebbero potuto fornire riparo alle truppe nemiche. Ciò impedì una significativa crescita di Magonza, che poté riprendere a svilupparsi soltanto tra la fine del XIX e l'inizio del XX secolo in seguito all'annessione di alcune frazioni ed alla perdita di importanza delle fortificazioni (da allora la difesa dalla minaccia francese fu affidata a Metz) dopo la guerra franco-prussiana del 1870/71. Le mura furono progressivamente demolite e la città poté svilupparsi liberamente.

## Società

### Evoluzione demografica

Sviluppo demografico della città di Magonza

Le restrizioni allo sviluppo urbanistico dovute alle fortificazioni frenarono anche la crescita demografica di Magonza. Fino alla dismissione della fortezza la città non superò quasi mai i 30 000 abitanti. Successivamente la popolazione crebbe in fretta, superando nel 1908 la soglia dei 100 000 abitanti. Alla fine della seconda guerra mondiale il numero degli abitanti era sceso nuovamente a circa 76 000 unità. Solo alla fine degli anni sessanta raggiunse nuovamente i livelli prebellici. Attualmente la città conta quasi di 220 000 residenti.

### Religione

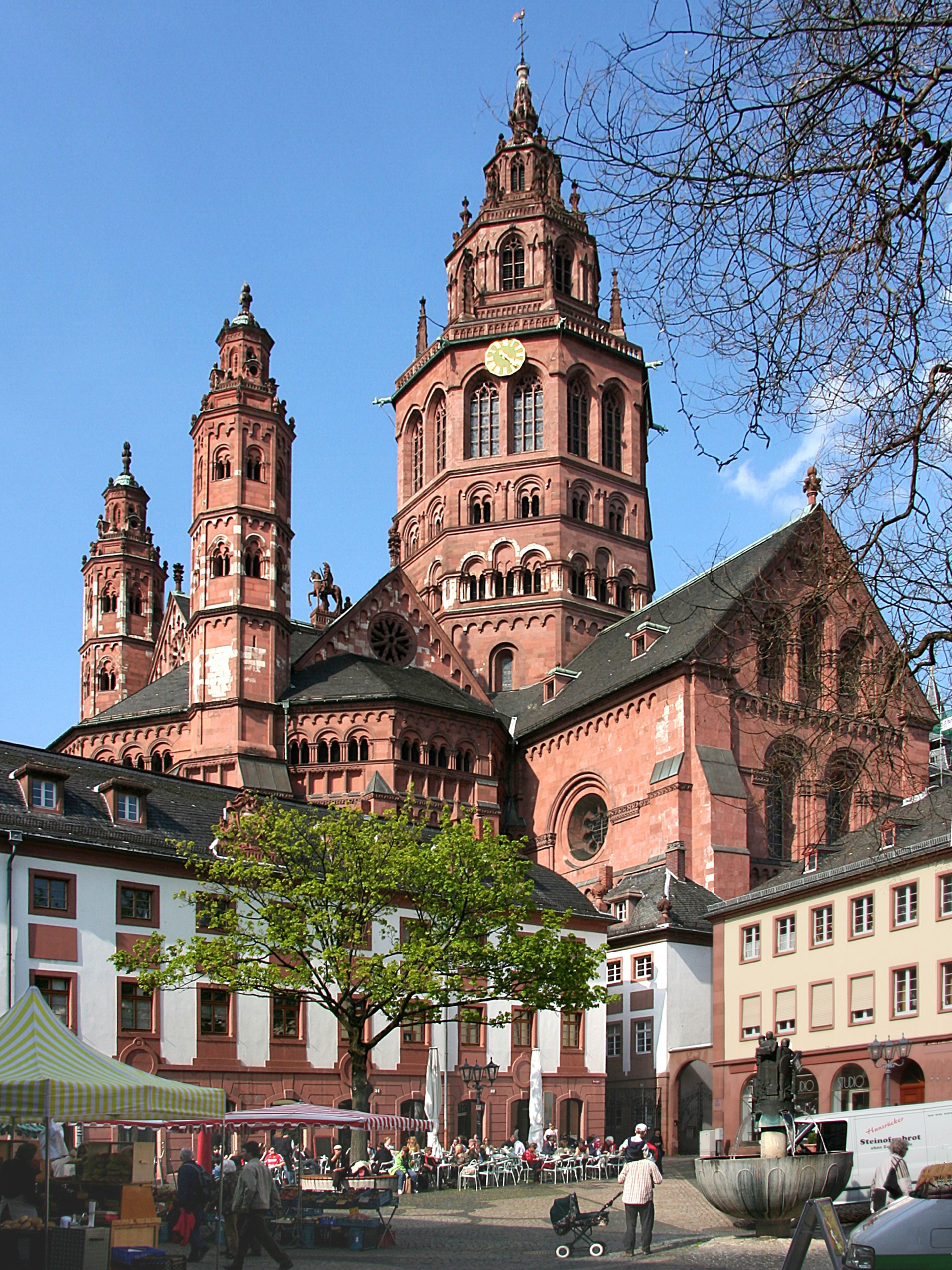
Il duomo di Magonza

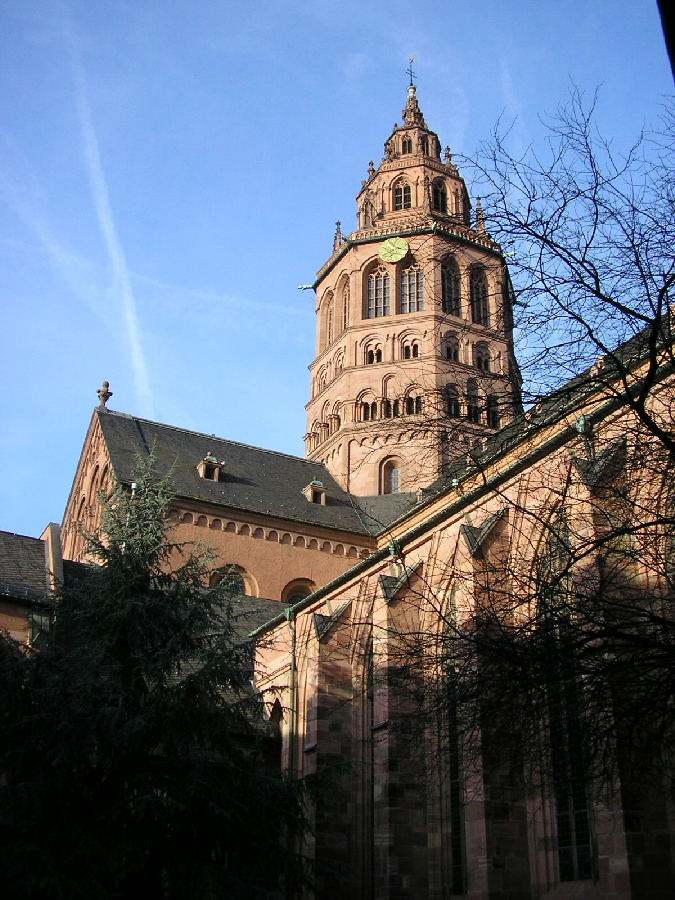
Il duomo di Magonza dall'ovest

Per secoli la città fu governata da uno dei più importanti principi elettori cattolici e ciò ha determinato un notevole radicamento della religione cattolica. La prima comunità paleocristiana potrebbe essersi originata già in tarda epoca antica; l'esistenza della diocesi di Magonza è attestata per la prima volta nel 343. Nel 780/782 Magonza fu elevata al rango di arcidiocesi. Il primo arcivescovo di Magonza fu Lullus, che nel 754 era succeduto a Bonifacio (che aveva il titolo di arcivescovo a livello puramente personale). Magonza divenne quindi capoluogo della più grande provincia ecclesiastica a nord delle Alpi. Nel collegio dei sette principi elettori formatosi nel XIII secolo l'arcivescovo di Magonza assunse un ruolo dominante.
Le origini della comunità ebraica non sono chiare. La tesi più accreditata (supportata da molti indizi, ma non provata) suggerisce che i primi ebrei siano giunti al seguito dei Romani. Il primo documento attestante la presenza di una fiorente comunità ebraica risale alla seconda metà del X secolo; mentre nel cimitero ebraico sono conservate lapidi risalenti all'XI secolo. La comunità fu ripetutamente decimata dai pogrom durante il periodo delle crociate, oltre che dalle epidemie di peste. Prima del 1933 essa contava circa 3 000 persone, nel 1946 ne erano rimaste 59. Nel 1997 gli ebrei erano 203, cioè circa lo 0,1 % della popolazione.
La vecchia sinagoga fu incendiata e completamente devastata in epoca nazista. Nel 1999 è stato indetto un concorso per la realizzazione di una nuova sinagoga e di un centro di aggregazione per la comunità ebraica. Il progetto verrà realizzato dall'architetto Manuel Herz nel luogo in cui sorgeva il vecchio edificio. La sinagoga di Weisenau ha invece superato indenne le vicende belliche ed è stata restaurata alla fine degli anni 1990.

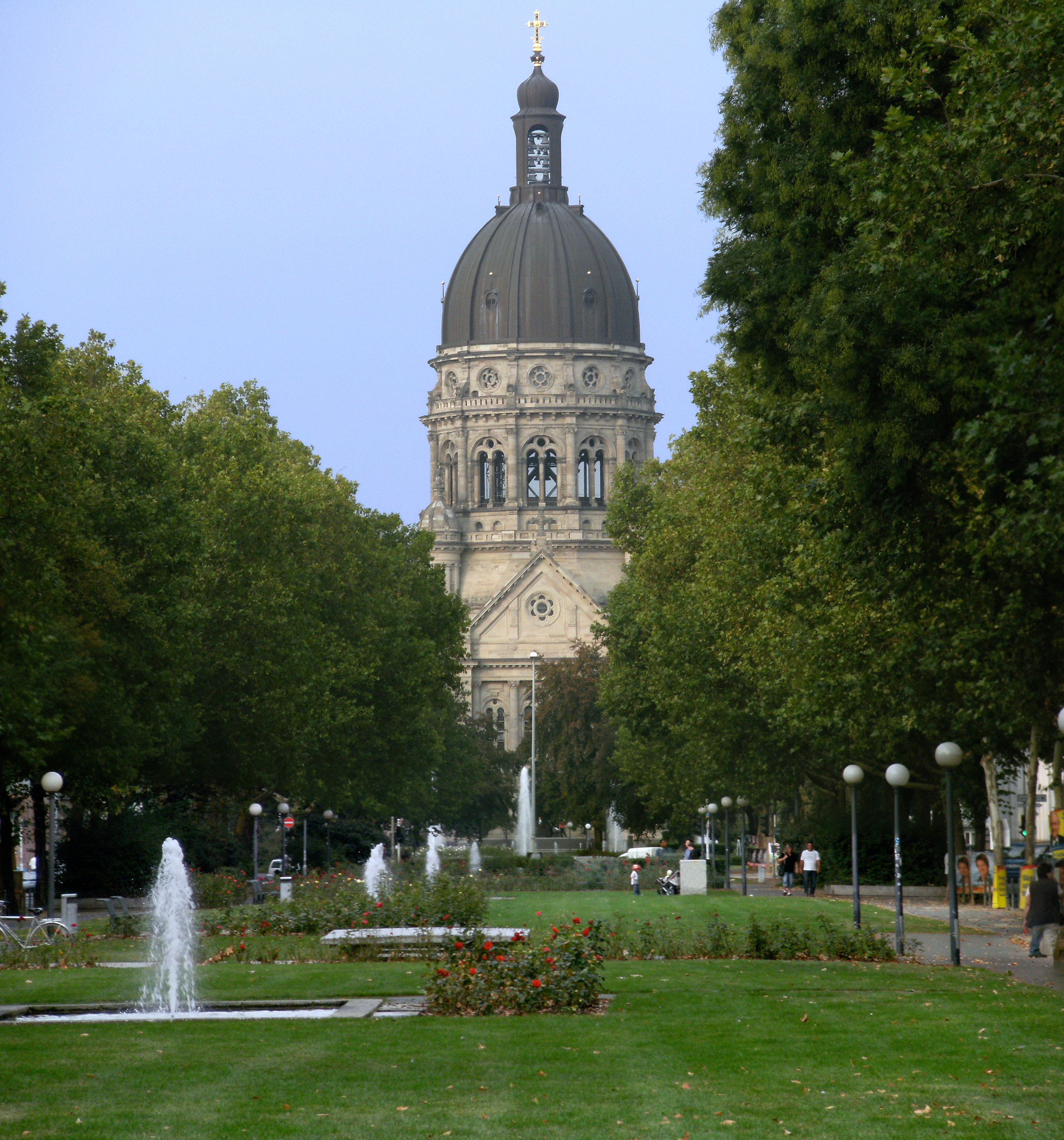
Kaiserstraße e Christuskirche, la chiesa luterana

Magonza non è mai stata uno dei centri nevralgici della riforma protestante. In realtà l'arcivescovo Alberto di Hohenzollern non era ostile alle idee del protestantesimo, egli però dipendeva dalla vendita delle indulgenze, fortemente criticata da Lutero. I primi contatti con il protestantesimo avvennero pertanto solo con la guerra di Smalcalda (1546-1547) e con l'occupazione della città da parte delle truppe svedesi durante la guerra dei trent'anni. La nuova confessione non riuscì però a diffondersi e dopo la fine della guerra dei trent'anni la città tornò saldamente nelle mani dell'arcivescovo cattolico. Agli abitanti convertiti al protestantesimo fu revocata la cittadinanza.

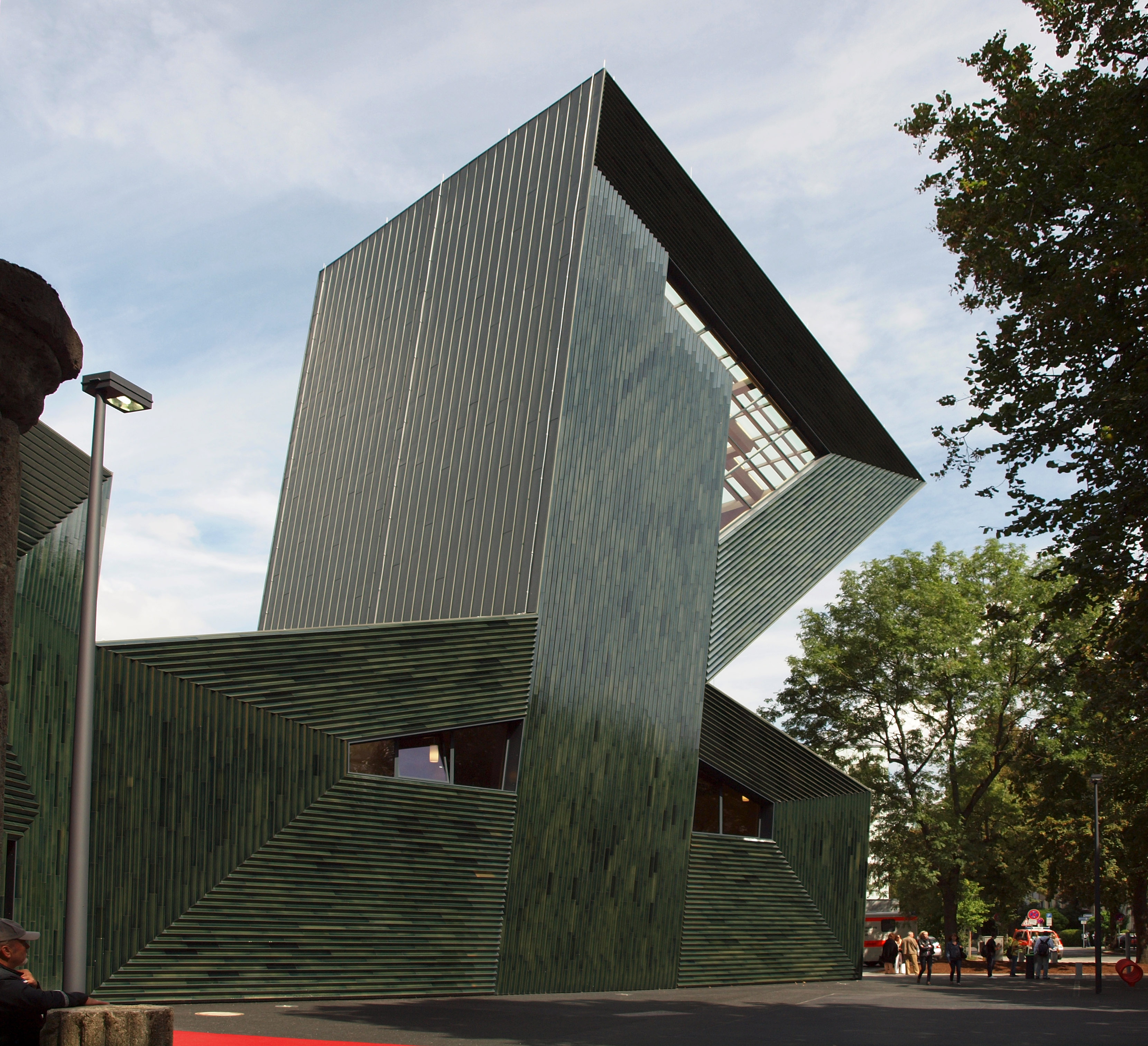
Nuova Sinagoga di Magonza

A partire dal 1715 a Magonza si è formata una piccola comunità luterana. Durante la seconda metà del XVIII secolo i protestanti non solo furono tollerati, ma il principe elettore Emmerich Joseph von Breidbach zu Bürresheim assegnò ad alcuni di essi importanti incarichi di corte. Sotto il principe Friedrich Karl Josef von Erthal ebbero anche un certo influsso nell'ambito dell'istruzione; non ottennero però degli edifici per il culto. Solo nel 1802, in seguito al cambiamento della situazione politica, fu fondata la prima comunità protestante. Grazie allo sviluppo economico ed alla conseguente immigrazione la comunità protestante crebbe in fretta: nel 1849 c'erano 27 633 cattolici e 5 037 protestanti, nel 1901 49 408 cattolici e 31 151 protestanti, nel 1930 78 500 cattolici e 48 500 protestanti e nel 1997 87 367 cattolici e 53 254 protestanti.
La diocesi cattolica, che era stata sciolta nel 1803, nel 1821 assunse la forma attuale, grosso modo coincidente con il granducato dell'Assia e di Darmstadt, a cui all'epoca apparteneva Magonza.
Nel 1832 le comunità protestanti di Magonza passarono sotto la giurisdizione della chiesa evangelica del granducato dell'Assia, mantenendo un proprio sovrintendente. Nel 1882 il sovrintendente passò a Darmstadt, per poi ritornare a Magonza nel 1925. Nel 1934 la sovrintendenza divenne Propstei Rheinhessen. Le comunità protestanti della città fanno riferimento al decanato di Magonza (Propstei Rheinhessen) della chiesa evangelica in Assia e Nassau.
Anche altre comunità cristiane sono rappresentate a Magonza (in ordine cronologico): i battisti (dal 1862), la Chiesa veterocattolica (dal 1876), la chiesa Neo-Apostolica (circa dal 1895), la chiesa Metodista (dal 1906), la Chiesa cristiana avventista del settimo giorno (dal 1907), la comunità dei cristiani (dalla fine degli anni 1920), la comunità biblica di Magonza (dal 1978), il centro cristiano pentecostale-carismatico "DER FELS" (dal 1981), la libera comunità evangelica (dal 1982), la chiesa ortodossa (dal 1992), la comunità EnChristo (dal 1995), il centro delle famiglie cristiane (dal 1998), la comunità pentecostale "Die BASIS - comunità per questa generazione", ed i testimoni di Geova.
In seguito ai recenti flussi migratori si è aggiunta una comunità islamica, che dispone di sei luoghi di culto in città. La Nuova Sinagoga di Magonza è stata inaugurata il 3 settembre 2010.

## Cultura

### Istruzione e ricerca

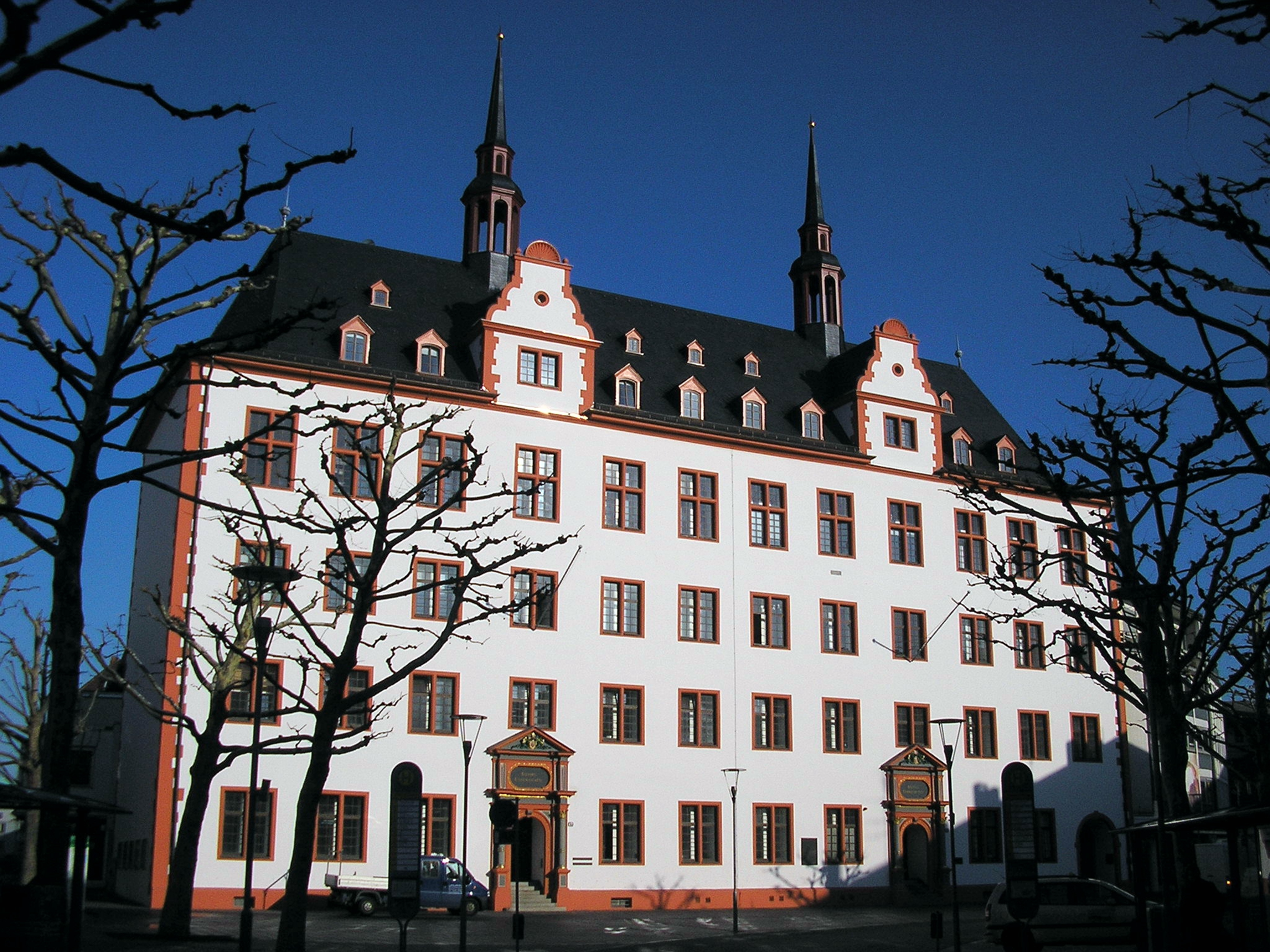
Domus Universitatis

Magonza è da secoli un importante centro di formazione. Il primo istituto è stata l'Abbazia di Sant'Albano presso Magonza, la cui fama risale ai tempi di Rabano Mauro, allievo di Alcuino di York e arcivescovo di Magonza. Nel 1477 a Magonza fu fondata un'Università, che fu soppressa nel 1798. Il 15 maggio 1946 è stata inaugurata la nuova Università Johannes Gutenberg di Magonza. La facoltà di medicina è l'unica della Renania-Palatinato e dispone di una clinica universitaria. All'università sono aggregati il Max-Planck-Institut per la chimica (Otto-Hahn Institut) e le ricerche sui polimeri.
Nel 1971 fu fondata la Fachhochschule di Magonza, nata da vari istituti scolastici preesistenti e che si occupa di architettura, ingegneria edile, geoinformatica e rilevamenti topografici, progettazione ed economia.
Nel 1997 fu fondata la Katholische Fachhochschule (KFH) che si occupa di lavoro, pedagogia e teologia pratica e che fa riferimento alle diocesi di Magonza, Limburg, Fulda, Spira, Treviri e di Colonia.
Altre istituzioni educative e di ricerca di Magonza sono il Peter-Cornelius-Konservatorium per lo studio della musica, l'Akademie der Wissenschaften und der Literatur, fondata nel 1949, l'Institut für Europäische Geschichte e la Volkshochschule Mainz.

### Biblioteche
Magonza, città in cui fu inventata la stampa a caratteri mobili, ha una lunga tradizione di biblioteche e collezioni librarie, riconducibile alla fondazione della Bibliotheca Universitatis Moguntinae nel 1477. Essa costituì la base nel 1805 per la creazione ad opera del ministro degli interni francese Champagny della biblioteca comunale. Molti libri provengono dalla confisca dei beni di numerosi conventi e ordini religiosi fatte nel XVIII secolo.
Agli inizi del XX secolo la biblioteca comunale ottenne la sua attuale sede in un restaurato edificio in stile liberty nella Mainzer Rheinallee vicino al palazzo del principe elettore. Essa si divide in un settore riservato ai ricercatori ed uno accessibile a tutta la cittadinanza, nei pressi della stazione centrale.

### Musei
Il panorama museale di Magonza è caratterizzato da musei storici e archeologici. Il museo romano-germanico (Römisch-Germanisches Zentralmuseum) fondato nel 1852 è ospitato nel palazzo del principe elettore. Accanto a collezioni preistoriche e protostoriche, romane e medievali, il museo possiede un laboratorio di restauro di fama internazionale. Esso ha collaborato al restauro ed alla conservazione di importanti ritrovamenti archeologici come, ad esempio, la mummia del Similaun o il tesoro di Sipán (corredo funebre di un principe preincaico del Perù).

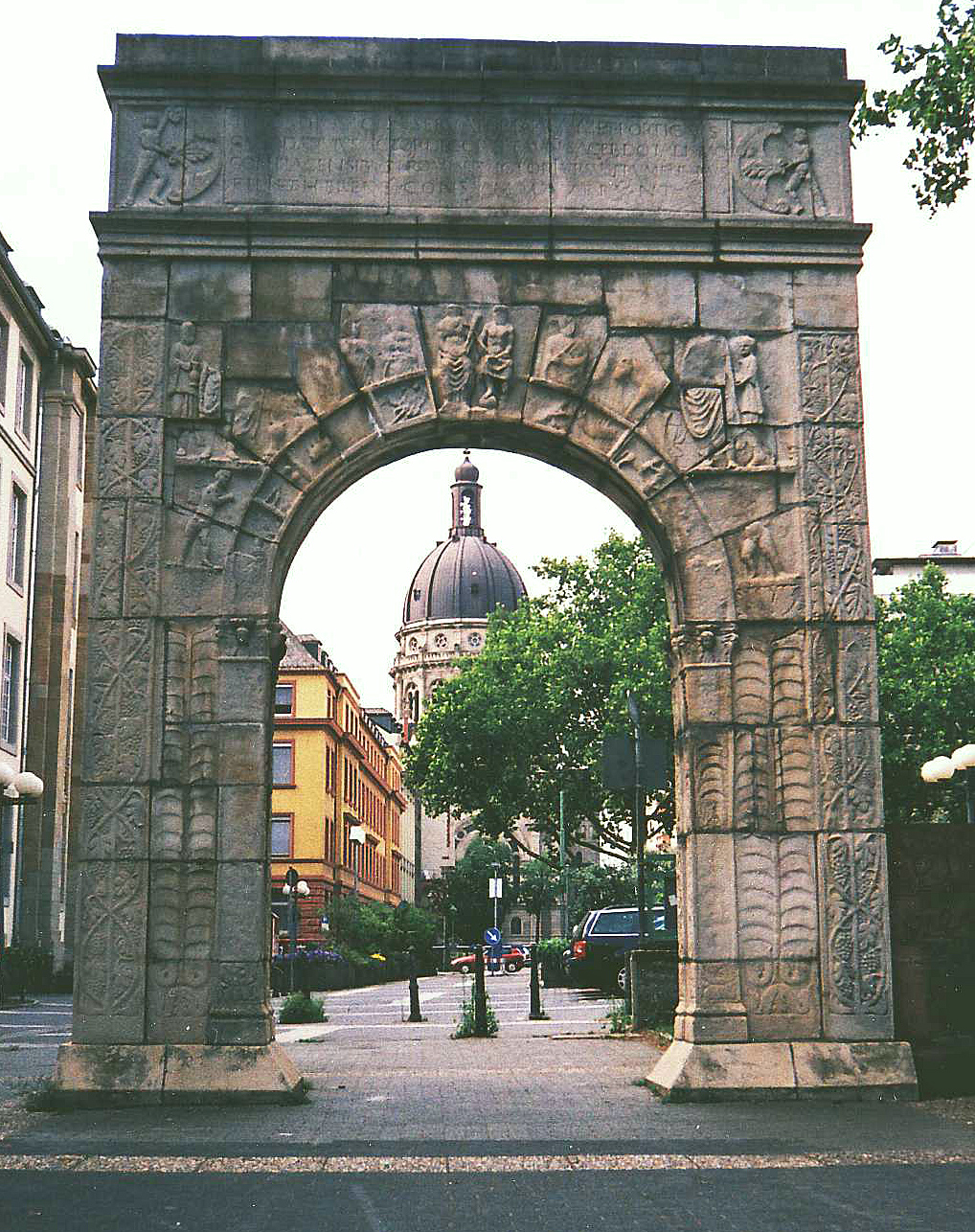
L'arco di Dativius-Victor (copia del 1962) con la Christuskirche sullo sfondo

Il Landesmuseum di Magonza, fondato nel 1803, è uno dei più antichi musei della Germania ed ospita un vasto assortimento di oggetti dall'età della pietra fino alla modernità. Vi sono raccolti molti resti romani, tra cui i più impressionanti sono i monumenti in pietra nella cosiddetta Steinhalle, compresi la colonna di Giove e l'arco di Dativius-Victor. Altrettanto interessanti sono il Mainzer Römerkopf, che ritrae un membro della dinastia giulio-claudia, e la testa in bronzo della dea celtica Rosmerta. La ricca collezione di quadri risale ad una donazione di 36 dipinti da parte di Napoleone, che fu anche l'occasione della creazione del museo.
Altri resti della città romana sono conservati nel museo della navigazione, in cui sono esposte alcune navi romane, ritrovate nel 1980 durante i lavori di costruzione di un albergo sulla sponda del Reno. Anche le statue di Iside e Cibele sono emerse in un cantiere edile e sono esposte nella Römerpassage.
I ritrovamenti fatti sul suolo sacro sono stati raccolti a partire dal 2003 in un'esposizione organizzata con moderni criteri pedagogici.
Il museo Gutenberg è interamente dedicato all'invenzione della stampa a caratteri mobili e conserva due delle 48 copie superstiti dalla Bibbia di Gutenberg. Sono anche esposti numerosi oggetti relativi alla storia delle tecniche di stampa e della tipografia.
Il museo diocesano nel chiostro del duomo documenta la storia della diocesi di Magonza. Tra gli altri musei, oltre al museo di storia cittadina, vi è un museo dedicato al carnevale. Il museo di storia naturale è il più grande della Renania-Palatinato ed è specializzato nella biologia e nelle scienze della terra. Il museo della guarnigione è ospitato all'interno della cittadella e vi sono esposti materiali relativi alla bimillenaria storia della città fortezza di Magonza.

### Teatri

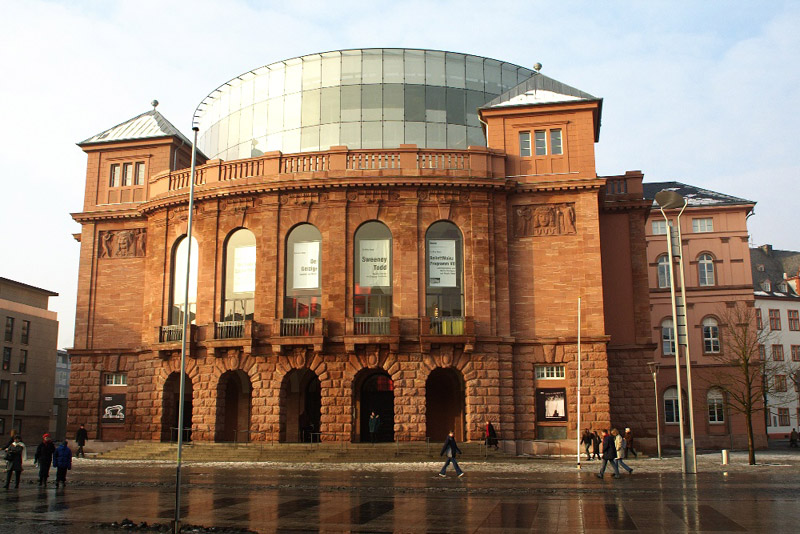
Il teatro statale di Magonza dopo il restauro

A Magonza sono presenti vari teatri, dove si svolgono spettacoli teatrali e concerti. Il più grande e famoso di essi è il teatro di Stato nel Gutenbergplatz, suddiviso in Große Haus (nella foto), Kleines Haus e TIC (Theater im City), il cui nome rimanda al cinema City di cui il TIC ha preso il posto.
Il Frankfurter Hof, che non funge soltanto da teatro, risale all'Ottocento ed ha avuto una storia piuttosto movimentata. In origine si trattava di una trattoria con un salone per le feste e nel 1842 vi si tennero le prime "sedute" del carnevale di Magonza. Durante le insurrezioni del 1848 l'edificio fu un luogo di ritrovo per i democratici che stavano preparando le elezioni per l'assemblea nazionale. In seguito all'interno del Hof si tennero vari incontri ecclesiastici, come i Katholikentage del 1851 e del 1871. Nel 1944 i saloni furono adibiti a cinema. L'edificio, abbandonato e cadente, fu acquistato dal comune nel 1972 e dal 1991 ospita un centro culturale.
Vi sono poi altri palcoscenici minori come i Mainzer Kammerspiele, il famoso Mainzer Forumtheater unterhaus e la Showbühne Mainz, dove si tengono svariati spettacoli, anche di artisti emergenti.

### Orchestre
A Magonza operano numerose orchestre.
- L'orchestra filarmonica di Stato di Magonza (Philharmonische Staatsorchester Mainz), fondata nel 1876, ha sede nell'edificio del teatro. Il suo compito principale è l'accompagnamento musicale di opere e operette, anche se spesso si esibisce anche in concerti sinfonici.
- L'orchestra da camera di Magonza (Mainzer Kammerorchester)
- Il complesso di fiati di Magonza (Bläser-Ensemble Mainz), fondato nel 1967 da Klaus Rainer Schöll.
- L'orchestra di fisarmoniche di Magonza (Akkordeon-Orchester Mainz)
- L'orchestra sinfonica di fiati del conservatorio Peter Cornelius (Sinfonisches Blasorchester des Peter-Cornelius-Konservatoriums), fondata nel 1991 da Gerhard Fischer-Münster
- La Sinfonietta di Magonza

### Cori
I principali cori presenti in città sono i seguenti:
- Il coro del duomo di Magonza (Mainzer Domchor) risale ad un'iniziativa del vescovo Wilhelm Emmanuel von Ketteler nell'anno 1866. Esso è formato da voci bianche e maschili e conta più di 160 membri.
- La Domkantorei St. Martin è un coro misto fondato nel 1987 che, oltre ad accompagnare le celebrazioni religiose nel duomo, si esibisce anche in veri e propri concerti.
- Il Mädchenchor am Dom und St. Quintin è un coro di fanciulle fondato nel 1994.
- Il Bachchor di Magonza
- Il Mainzer Figuralchor fu fondato nel 1979 da Stefan Weiler ed è specializzato in concerti a cappella di ogni epoca ed in oratori, con particolare riguardo alle opere di Bach.
- La Johanniskantorei Mainz
- Il coro voces cantantes
- La Mainzer Singakademie
- L'Ensemble Vocale di Magonza
- Colours of Gospel

### Editoria e letteratura
L'invenzione della stampa a caratteri mobili di Gutenberg ha dato inizio ad una lunga tradizione tipografica che ha favorito la vocazione letteraria della città.
La Johannisnacht (terzo fine settimana di giugno), istituita dopo la seconda guerra mondiale, è una manifestazione culturale dedicata alla letteratura ed alla commemorazione di Gutenberg.
Il Mainzer Stadtschreiber è un concorso letterario istituito nel 1984 dalle reti televisivi ZDF e 3sat e dalla città di Magonza. Annualmente viene premiato uno scrittore, a cui viene assegnato per un anno un domicilio (Stadtschreiberdomizil) nel museo dedicato a Gutenberg. Tra i premiati si trovano nomi noti, come Sarah Kirsch (1988), Horst Bienek (1989), Peter Härtling (1995) e Urs Widmer (2003).
Ogni due anni la città assegna anche un premio per giovani scrittori di Magonza.
La Minipressen-Messe (MMPM) è la più grande fiera libraria europea dei piccoli editori e dal 1970 si tiene ogni due anni sulle rive del Reno. Nella cornice della fiera la città di Magonza assegna fin dal 1979 un premio, intitolato a Victor Otto Stomps, alle piccole case editrici che abbiano svolto delle attività di spicco.
L'ultima manifestazione letteraria dell'anno è la fiera del libro che si tiene a novembre nel municipio. La fiera, che si tiene nella sua forma attuale a partire dal 2001, è organizzata dal consorzio delle case editrici di Magonza ed è dedicata ogni anno ad un tema differente che viene affrontato in conferenze, letture e workshop.

### Televisioni, giornali e case editrici
Magonza è sede della ZDF (il secondo canale della televisione pubblica tedesca), degli studi per la Renania-Palatinato della SWR, così come di alcune radio e televisioni private.
I principali quotidiani sono la Allgemeine Zeitung e la Mainzer Rhein-Zeitung. Tra i periodici ci sono i Mainzer Vierteljahreshefte che si occupano di cultura, politica, economia e storia e giornali come la STUZ e Der Mainzer.
Magonza è anche sede della casa editrice Philipp von Zabern, che, fondata nel 1802, è molto nota per le sue pubblicazioni di archeologia, storia e storia dell'arte.
Ha sede a Magonza anche il produttore discografico Schott Musik International.
Le aziende del settore mediatico sono tra i maggiori datori di lavoro della città: la sola ZDF nel 2004 ha occupato circa 3 600 persone.

### Eventi
- Con Colonia e Düsseldorf, Magonza è uno dei tre più importanti centri del carnevale renano.
- Nel 2006 la città ha ospitato il festival triennale Europa Cantat.

## Geografia antropica
Alcune frazioni sulla sponda destra del Reno passarono sotto l'amministrazione di Wiesbaden dopo la seconda guerra mondiale. Tale perdita fu controbilanciata da alcune nuove annessioni nel 1969. A partire dal 1962 fu costruita la nuova frazione di Lerchenberg; a partire dal 2000 la città è impegnata nel progetto regionale-federale città sociale, volto a migliorare la qualità della vita in alcune aree periferiche.
Nella seguente tabella sono riportati i nomi dei comuni che nel corso della storia sono passati amministrativamente a far parte della città di Magonza.
| Anno            | Nome della frazione                                           | Estensione in ettari |
| XIII secolo     | Selenhofen                                                    | ??                   |
| 1294            | Vilzbach                                                      | ?                    |
| 23 maggio 1805  | Zahlbach                                                      | ?                    |
| 1º aprile 1907  | Mombach                                                       | 608                  |
| 1º aprile 1908  | Kastel ed Amöneburg 1                                         | 1 332                |
| 1º gennaio 1913 | Kostheim 1                                                    | 953                  |
| 1º gennaio 1930 | Bretzenheim                                                   | 1 343                |
| 1º gennaio 1930 | Weisenau                                                      | 390                  |
| 1º gennaio 1930 | Bischofsheim 2                                                | 930                  |
| 1º gennaio 1930 | Ginsheim-Gustavsburg 2                                        | 1 477                |
| 1º aprile 1938  | Gonsenheim                                                    | 1 058                |
| 8 giugno 1969   | Drais, Ebersheim, Finthen, Hechtsheim, Laubenheim, Marienborn | 4 778                |

1 dal settembre 1945 amministrati dalla città di Wiesbaden

2 dal settembre 1945 comuni indipendenti nel circondario di Groß-Gerau

### Frazioni
Il territorio comunale di Magonza è suddiviso in 15 Ortsbezirke (distretti locali). Ognuno di essi ha un Ortsbeirat (consiglio locale) di 13 membri nominati tramite elezione diretta ed un Ortsvorsteher (presidente locale), anch'egli eletto direttamente dalla popolazione, che presiede l'Ortsbeirat. L'Ortsbeirat deve essere consultato per tutte le importanti questioni che riguardano l'Ortsbezirk. La decisione finale su tali materie spetta comunque al consiglio comunale.
Ortsbezirke della città:
| Nr. | Distretto              | Superficie (km²) | Abitanti | Densità | Stranieri | Stranieri (%) |
| --- | ---------------------- | ---------------- | -------- | ------- | --------- | ------------- |
| 15  | Altstadt               | 2,4              | 16 172   | 6 738   | 2 709     | 16,8          |
| 16  | Neustadt               | 3,7              | 26 202   | 7 082   | 5 524     | 21,1          |
| 24  | Oberstadt              | 5,9              | 19 819   | 3 359   | 3 103     | 15,7          |
| 25  | Hartenberg-Münchfeld   | 3,5              | 15 782   | 4 509   | 2 630     | 16,7          |
| 31  | Mombach                | 6,3              | 13 140   | 2 086   | 2 938     | 22,4          |
| 41  | Gonsenheim             | 10,6             | 21 496   | 2 028   | 2 515     | 11,7          |
| 42  | Finthen                | 11,1             | 13 748   | 1 239   | 1 545     | 11,2          |
| 51  | Bretzenheim            | 10,7             | 18 970   | 1 773   | 2 185     | 11,5          |
| 52  | Marienborn             | 3,0              | 3 859    | 1 286   | 632       | 16,4          |
| 53  | Lerchenberg            | 2,4              | 6 003    | 2 501   | 910       | 15,1          |
| 54  | Drais                  | 3,1              | 3 057    | 986     | 126       | 4,1           |
| 61  | Hechtsheim             | 15,1             | 15 021   | 995     | 1 574     | 10,5          |
| 62  | Ebersheim              | 9,8              | 5 470    | 558     | 501       | 9,2           |
| 71  | Weisenau               | 3,9              | 10 872   | 2 788   | 1 980     | 18,2          |
| 72  | Laubenheim             | 8,8              | 8 753    | 995     | 689       | 7,9           |
|     | Landeshauptstadt Mainz | 97,8             | 198 364  | 2 028   | 29 561    | 14,9          |

## Economia
Gli indicatori economici di Magonza negli ultimi anni sono sempre stati molto positivi e collocano la città ai primi posti in Germania per quello che riguarda ad esempio il reddito e la produttività. Magonza-Rheinhessen fa parte della rete Great Wine Capitals Global Network assieme a Bilbao-Rioja, Bordeaux, Città del Capo, Firenze-Toscana, Melbourne, Mendoza, Porto e San Francisco-Napa Valley.

### Industria
Nel 2003 a Magonza erano attive 74 aziende con più di 20 dipendenti, concentrate nella zona compresa tra il centro e la frazione di Mombach. Le maggiori industrie sono la Erdal, la Schott AG, la Cargill e la Archer Daniels Midland. La Schott AG si è trasferita da Jena a Magonza dopo la seconda guerra mondiale, oggi impiega 2 400 dipendenti e dal 1988 ha aperto un centro di ricerca nella frazione di Marienborn. La cartiera WEPA nel 2006 ha acquisito la Hakle Werk dal produttore statunitense Kimberly & Clark ed oggi a Magonza produce carta igienica.
Nel 1965 la IBM si insediò nella frazione di Hechtsheim con uno stabilimento dove si producevano dischi rigidi. Nel 2002 con la cessione alla Hitachi si è passati ad un'attività di consulenza aziendale e sviluppo di software.
La BioNTech è un'azienda di biotecnologia e biofarmaceutica attiva nell'ambito della ricerca, sviluppo e commercializzazione di farmaci. L'azienda farmaceutica Novo Nordisk è insediata in città dagli anni 1970 ed oggi vi lavorano 400 persone. La Siemens AG ed il produttore di spezie Moguntia hanno invece entrambe origine nel 1903.
Nel 1919 fu fondato il produttore di brezel Ditsch.

### Servizi
I principali alberghi sono l'Hilton, lo Hyatt, l'Atrium Hotel, il Design-Hotel Quartier 65 ed il Favorite Parkhotel.
A Magonza ha sede l'azienda di spedizione G.L. Kayser, che, fondata nel 1787, è la seconda più antica azienda a conduzione familiare ancora operante in Germania.
La Mainzer Volksbank eG di Magonza è la principale banca popolare della Renania-Palatinato.

## Infrastrutture e trasporti
Nella zona di Magonza il Reno è attraversato da 5 ponti: due autostradali (Weisenauer Brücke della A 60 e Schiersteiner Brücke della A 643), due ferroviari (Südbrücke in direzione aeroporto di Francoforte e la Kaiserbrücke verso Wiesbaden) e la Theodor-Heuss-Brücke (tra il centro della città e Mainz-Kastel, frazione di Wiesbaden), nei cui paraggi sorgeva anche l'antico ponte romano. Il successivo ponte a valle si trova a Coblenza, quello a monte si trova a Worms.

### Strade
Il territorio comunale è attraversato in direzione est-ovest dall'autostrada A 60 dal raccordo di Nahetal a quello di Rüsselsheim, così come dall'autostrada A 643 che dalla A 60 si dirama in direzione nord. La A 63 invece si dirige verso sud, passando per Alzey e proseguendo per Kaiserslautern. Anche le strade statali 9 e 40 attraversano il territorio di Magonza.

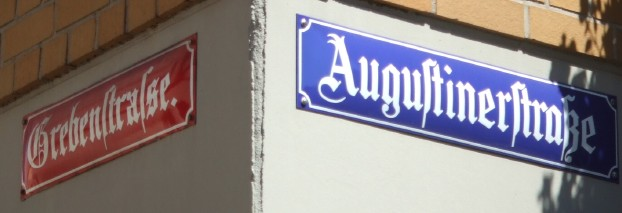
Cartelli stradali a Magonza

Una caratteristica di Magonza a partire dal 1853 sono i suoi cartelli stradali: le strade contrassegnate con la segnaletica rossa hanno un andamento prevalentemente ortogonale al Reno, mentre le strade parallele al Reno sono indicate con cartelli blu. I nomi delle vie minori, specialmente se lontane dal Reno, sono invece scritti su cartelli bianchi.

### Mobilità urbana
La spina dorsale del trasporto pubblico di Magonza è formata da 3 linee di tram e 21 di autobus della Mainzer Verkehrsgesellschaft (compagnia di trasporti di Magonza) e di altre aziende. Assieme alla ESWE di Wiesbaden esse formano una rete comune che si estende nelle due città. I mezzi pubblici di Magonza trasportano quotidianamente circa 150 000 persone. La città è anche servita ogni giorno da circa 440 treni locali e 80 treni a lunga percorrenza, tra cui alcuni ad alta velocità (si veda anche Mainz Hauptbahnhof).

### Porti

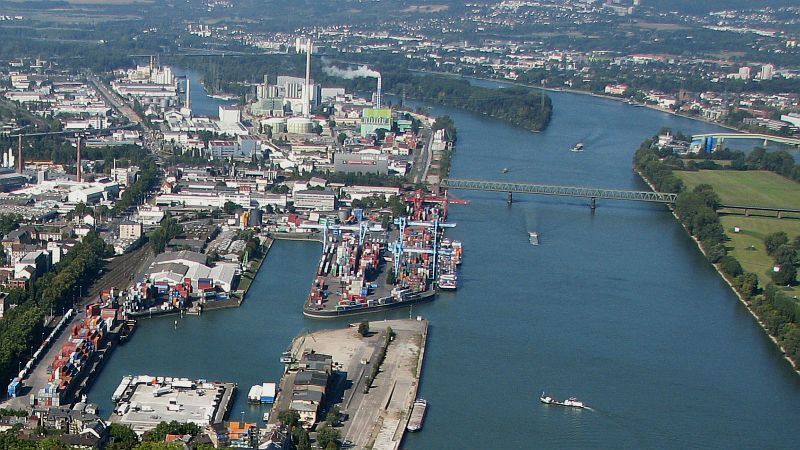
Il porto di Magonza

Il porto di Magonza occupa una superficie di 30 ettari, vi transitano 2 200 navi all'anno (2003) per un totale di 1,3 milioni di tonnellate di merci.

### Aeroporti
Nella frazione di Finthen sorge un aeroporto con una pista di atterraggio di 1 000 metri.

## Amministrazione

### Gemellaggi
- Watford, dal 1956
- Digione, dal 1957
- Longchamp, dal 1966
- Zagabria, dal 1967
- Valencia, dal 1976[9]
- Haifa, dal 1981
- Baku, dal 1984
- Erfurt, dal 1988
- Louisville, dal 1994

La frazione di Magonza-Finthen è gemellata con Rodengo.

## Sport
Il Mainzer Turnverein von 1817 è la seconda società sportiva più antica tra quelle attualmente attive in Germania. I settori in cui è suddiviso sono la ginnastica, il badminton, la pallacanestro, la scherma, il calcio, la pallamano, il gioco dei birilli, il Modern sports karate, lo sci, il tennis e la pallavolo.
Dal 2000 a Magonza si tiene la maratona Gutenberg.
In occasione del Mainzer Chess Classics i migliori giocatori di scacchi del mondo si ritrovano nella Rheingoldhalle di Magonza.
La squadra di minigolf MGC Mainz milita nella massima serie e vi giocano molti campioni della nazionale tedesca.

### Calcio
A Magonza e nelle sue frazioni vi sono numerose squadre di calcio, tra le quali spicca il 1. FSV Mainz 05, che milita attualmente in Bundesliga e dalla sua fondazione non è mai scesa sotto la terza serie. Nella stagione 2005-2006 ha partecipato alla Coppa UEFA. All'inizio dell'annata 2010-2011 la squadra ha fatto parlare molto di sé per via di un roboante inizio di stagione che l'ha vista vincere le prime sette partite di campionato, raccogliendo importanti vittorie, come quella in casa dei detentori del Bayern Monaco. Al termine dell'annata si è piazzata quinta, miglior piazzamento di sempre in Bundesliga.

### Atletica leggera
L'associazione sportiva universitaria ha sfornato numerosi olimpionici, tra cui Ingrid Mickler-Becker, vincitrice nella staffetta 4 × 100m nel 1972, Lars Riedel, vincitore nel lancio del disco nel 1996, Marion Wagner e Florence Ekpo-Umoh.

### Pallacanestro
La squadra femminile ASC Theresianum Mainz ha giocato nella massima serie.

### Baseball
I Mainz Athletics sono tra le formazioni di punta della Germania meridionale.

### Lotta
L'ASV Mainz 1888 ottenne nel 1973 e nel 1977 il titolo di campione di Germania a squadre, nel 1975 fu vicecampione e nel 1969 vinse la coppa di Germania. Nella stagione 2006/07 la formazione ottenne nuovamente la partecipazione alla prima serie.

### Canottaggio
Il Mainzer Ruder-Verein (MRV) del 1878 è rappresentato dal 1912 nelle competizioni internazionali ed è una delle squadre di maggior successo in Germania. Con i suoi circa 600 iscritti è anche una delle società canoistiche tedesche più grandi.